# Zapadno slikarstvo
Povijest zapadnog slikarstva predstavlja trajnu, iako isprekidanu, tradiciju od antike do današnjeg vremena. Do sredine 19. st. se doticala predstavnih i klasičnih oblika proizvodnje, nakon kojeg je vremena više modernih, apstraktnih i konceptualnih oblika dobilo favorizaciju.
Razvoji u zapadnom slikarstvu povijesno su paralelni s onima u Istočnom slikarstvu, općenito nekoliko stoljeća. Afrička umjetnost, islamska umjetnost, indijska umjetnost, kineska umjetnost i japanska umjetnost imale su značajan utjecaj na zapadnu umjetnost, a na kraju i obrnuto.
Isprva služeći carskim, privatnim, građanskim i religijskim pokroviteljima, zapadno slikarstvo kasnije je našlo publiku među aristokracijom i srednjom slojem. Od srednjeg vijeka i tokom renesanse slikari su radili za crkvu i bogatu aristokraciju. Počevši u razdoblju baroka, umjetnici su primali privatne narudžbe od obrazovanijeg i uspješnijeg srednjeg sloja. Ideja "umjetnosti zarad umjetnosti" počela je nalaziti izražaj u djelu romantičkih slikara poput Francisca de Goye, Johna Constablea i J. M. W. Turnera. Tijekom 19. st. komercijalne galerije osnivane su i nastavile su pružati pokroviteljstvo u 20. St
Zapadno slikarstvo dostiglo je svoj vrhunac u Europi tijekom renesanse, zajedno s usavršenjem crtanja, uporabom perspektive, ambicioznom arhitekturom, tapiserijom, vitrajima, skulpturom i razdobljem prije i poslije dolaska tiskarskog stroja. Slijedeći dubinu otkrića i složenost inovacija renesanse, bogato nasljedstvo zapadnog slikarstva (od baroka do suvremene umjetnosti). Povijest slikarstva nastavlja se u 21. st.

## Prapovijest
- Kamena skrovišta Bhimbetka, slika na kamenu, kameno doba, Indija
- Tur pećinska slika, Lascaux, Francuska
- Lascaux, konj
- Lascaux, Bikovi i konji
- Pteroglifi, iz Švedske, nordijsko bronzano doba (naslikano)
- Cueva de las Manos (španjolski: Pećina ruku) u provinciji Santa Cruz u Argentini, c. 550. pr. Kr.

Povijest slikarstva seže u prošlost do prapovijesnih ljudi i obuhvaća sve kulture. Najstarije poznate slike su u Grotte Chauvet u Francuskoj, za koje neki povjesničari tvrde da su stare čak 32.000 godina. Urezane su i naslikane crvenim okerom i crnim pigmentom i prikazuju konje, nosoroge, lavove, bizone, mamute i ljude, često u lovu. Postoje primjeri pećinskih slika u čitavom svijetu - u Francuskoj, Indiji, Španjolskoj, Portugalu, Kini, Australiji itd. Kroz sva ta mjesta na kojima su slike pronađene provlače se mnoge zajedničke teme, što daje naslutiti univerzalnu svrhu i sličnost impulsa koji su doveli do stvaranja slika. Osmišljene su brojne pretpostavke u vezi sa značenjem koje su te slike imale za narod koji ih je stvorio. Prapovijesni ljudi možda su crtali životinje kako bi "uhvatili" njihovu dušu ili duh kako bi ih lakše ulovili ili su slike možda predstavljale animističku viziju i odavanje počasti okolnoj prirodi, ili su možda rezultat osnovne potrebe za izražavanjem koje je urođeno u ljudskim bićima, ili su možda zabilješke životnih iskustava umjetnika i povezanih priča pripadnika njihovog kruga.

## Zapadno slikarstvo

### Egipat, Grčka i Rim
V. i: Antička umjetnost
- Sennedjem ore svoja polja pomoću para volova, c. 1200 pr. Kr.
- Stari Egipat, Božica Izida, zidna slika, c. 1360 pr. Kr.
- Stari Egipat, Kraljica Nefertari
- Stari Egipat, papirus
- Stari Egipat
- Stari Egipat
- Pitsanske ploče, jedna od nekolicine preostalih panel slika iz arhajske Grčke, c. 540.–530. pr. Kr.
- Simpozijska scena na Grobu ronioca kod Paestuma, grčka umjetnost oko 480. pr. Kr.
- Knosos
- Rimska umjetnost, Pompeji
- Rimska umjetnost
- Rimska umjetnost
- Rimska umjetnost
- Rimska umjetnost

U starom Egiptu, civilizaciji sa snažnim tradicijama arhitekture i skulpture (oboje izvorno bojene svijetlim bojama), postojale su mnoge zidne slike u hramovima i građevinama, kao i obojene ilustracije na papirusnim rukopisima. Egipatsko zidno slikarstvo i dekorativno slikarstvo često je živopisno, ponekada više simbolično nego realistično. Egipatsko slikarstvo prikazuje likove sa snažnim obrisima i ravnim siluetama, gdje je simetrija konstantna osobina. Egipatsko slikarstvo ima blisku vezu s egipatskim pisanim jezikom zvanim egipatski hijeroglifi. Naslikani simboli nalaze se među prvim oblicima pisanog jezika. Egipćani su također slikali na lanenom platnu, ostaci kojih su očuvani i do danas.
Staroegipatske slike očuvane su zahvaljujući izuzetno suhoj klimi. Stari Egipćani stvorili su slike kako bi učinili zagrobni život preminulih ugodnim mjestom. U teme su spadali putovanje kroz zagrobni svijet ili njihovo predstavljanje bogovima podzemlja od strane njihovih zaštitničkih božanstava. Neki primjeri takvih slika su slike bogova i božica Ra, Horusa, Anubisa, Nut, Ozirisa i Izide. Neke slike u grobnicama prikazuju aktivnosti u kojima su preminuli sudjelovali kada su bili živi i htjeli nastaviti raditi vječno. U Novom kraljevstvu i kasnije, Knjiga mrtvih zakopavala se sa sahranjenom osobom. Smatrala se važnom za uvođenje u zagrobni život.
Sjeverno od Egipta na Kreti se razvila minojska civilizacija. Zidne slike pronađene u palači u Knososu slične su onim kod Egipćana, ali su slobodnijeg stila.
Oko 1100. pr. Kr. plemena sa sjevera Grčke osvojila su Grčku i njena je umjetnost krenula novim smjerom. Kultura antičke Grčke vrijedna je spomena zbog svojih izvanrednih doprinosa vizualnoj umjetnosti. Slike na grnčariji antičke Grčke i keramici daju naročito poučan uvid u način na koji je društvo antičke Grčke funkcioniralo. Još uvijek postoje mnogi lijepi primjeri crnofiguralnog i crvenofiguralnog stila. Neki od najpoznatijih grčkih slikara koji su radili na drvenim pločama i koji se spominju u tekstovima bili su Apel, Zeuksid i Parhazij; međutim, s jedinim izuzetkom pitsanskih ploča, nema sačuvanih primjera starogrčkog slikarstva na pločama, samo pisani opisi od strane njihovih suvremenika ili kasnijih Rimljana. Zeuksid je živio u 5. st. prije Krista i navodno je bio prvi koji je koristio sfumato. Prema Pliniju Starijem, realizam njegovih slika bio je takav da bi ptice pokušavale pojesti naslikano grožđe. Apel je opisan kao najveći slikar antike i čuven je zbog svoje savršene tehnike crtanja, brilijantne boje i modeliranja.
Rimska umjetnost bila je pod utjecajem Grčke i može se djelomično smatrati potomkom antičkog grčkog slikarstva. Međutim, rimsko slikarstvo ima važne jedinstvene osobine. Gotovo sva očuvana rimska djela su zidne slike, mnoge iz vila u Kampaniji, u južnoj Italiji. Takvo slikarstvo može se grupirati u četiri glavna "stila" ili razdoblja i možda sadrži prve primjere trompe-l'oeila, pseudoperspektive i čistog krajolika.  Gotovo jedini očuvani slikani portreti iz antičkog svijeta su veliki broj portreta mumija poprsne forme pronađen u kasnoantičkom groblju Al-Fayum. Iako oni nisu bili iz najboljeg razdoblja niti najbolje kvalitete impresivni su sami po sebi i nagovještavaju kvalitetu najboljih antičkih djela. Također je očuvan vrlo mali broj minijatura iz kasnoantičkih ilustriranih knjiga, kao i prilično velik broj njihovih kopija iz ranog srednjovjekovnog razdoblja.
Uspon kršćanstva pružio je drukčiji duh i cilj slikarskim stilovima. Bizantska umjetnost je, kada je njen stil uspostavljen u 6. St. stavila velik naglasak na održavanje tradicionalne ikonografije i stila i postepeno se razvila tokom tisuću godina Bizantskog Carstva i opstalih tradicija grčkog i ruskog pravoslavnog slikanja ikona. Bizantsko slikarstvo ima hijeratičan osjećaj i ikone su se promatrale i još uvijek se promatraju kao predstave božanskog otkrivenja. Postojale su mnoge freske, ali očuvan ih je manji broj nego mozaika. Bizantska umjetnost se uspoređuje s tadašnjom apstrakcijom po svojoj ravnoći i izrazito stiliziranim prikazima likova i krajolika. Neki periodi bizantske umjetnosti, naročito takozvana makedonska umjetnost iz oko 10. st., fleksibilnijeg su pristupa. Freske paleološke renesanse ranog 14. st. očuvani su u Crkvi Hora u Istanbulu.
U postantičkoj katoličkoj Europi prvi osoben umjetnički stil koji se pojavio i koji je obuhvaćao slikarstvo bila je Britanska umjetnost, čiji su jedini očuvani primjeri minijature u iluminiranim rukopisima poput Knjige Kellsa. One su najpoznatije po svojim apstraktnim ukrasima, iako su se ponekada prikazivali i likovi, a nekada i scene, naročito u evangelističkim portretima. Karolinška i otonska umjetnost također su očuvane uglavnom u rukopisima, iako postoje i neke zidne slike, a još ih se dokumentira. Umjetnost tog perioda kombinira otočne i "barbarske" utjecaje sa snažnim bizantskim utjecajem i težnjom ka očuvanju klasične monumentalnosti i staloženosti.

### Srednji vijek
- Cottonovska geneza Minijatura Susreta Abrahama i anđela
- Bizantska ikona, 6. St.
- Bizantski mozaici u Ravenni
- Bizantska, 6. St.
- Knjiga Kellsa
- Knjiga Kellsa
- Braća Limbourg
- Braća Limbourg
- Časoslov
- Zauzimanje Jeruzalema za vrijeme Prvog križarskog rata, c. 1099.
- Morganski list, iz Winchesterske Biblije 1160–75, Scene iz Davidovog života
- Jaroslavljska evanđelja c. 1220s
- Karolinška
- Karolinški sveti Marko
- Evangelistički portret
- Giottino
- Vitale da Bologna
- Simone Martini
- Simone Martini
- Cimabue
- Giotto
- Giotto
- Giotto
- Andrej Rubljov
- Andrej Rubljov
- Ambrogio Lorenzetti
- Pietro Lorenzetti
- Duccio
- Bonaventura Berlinghieri, Sv. Franjo Asiški, 1235.
- Crkva Hora
- Katedrala Arhanđela
- Voronetski manastir

Uspon kršćanstva pružio je drukčiji duh i cilj slikarskim stilovima. Bizantska umjetnost je, kada je njen stil uspostavljen u 6. st.u, stavila velik naglasak na održavanje tradicionalne ikonografije i stila i postepeno se razvila tijekom tisuću godina Bizantskog Carstva i opstalih tradicija grčkog i ruskog pravoslavnog slikanja ikona. Bizantsko slikarstvo ima hijeratičan osjećaj i ikone su se promatrale i još ust. se promatraju kao predstave božanskog otkrivenja. Postojale su mnoge freske, ali očuvan ih je manji broj nego mozaika. Bizantska umjetnost se uspoređuje s tadašnjom apstrakcijom po svojoj ravnoći i izrazito stiliziranim prikazima likova i krajolika. Neka razdoblja bizantske umjetnosti, osobito takozvana makedonska umjetnost iz oko 10. st.a, fleksibilnijeg su pristupa. Freske paleološke renesanse ranog 14. st.a očuvani su u Crkvi Hora u Istanbulu.
U postantičkoj katoličkoj Europi prvi osoben umjetnički stil koji se pojavio i koji je obuhvaćao slikarstvo bila je umjetnost Britanskih otoka, čiji su jedini očuvani primjeri minijature u iluminiranim rukopisima poput Knjige Kellsa. One su najpoznatije po svojim apstraktnim ukrasima, iako su se ponekada prikazivali i likovi, a nekada i scene, osobito u evangelističkim portretima. Karolinška i otonska umjetnost također su očuvane uglavnom u rukopisima, iako postoje i neke zidne slike, a još ih se dokumentira. Umjetnost tog razdoblja kombinira otočne i "barbarske" utjecaje sa snažnim bizantskim utjecajem i težnjom očuvanja klasične monumentalnosti i staloženosti.
Zidovi romaničkih i gotičkih crkava bili su ukrašeni freskama kao i skulpturama i mnogi od nekolicine preostalih murala imaju velik intenzitet i kombiniraju dekorativnu energiju otočne umjetnosti s novom monumentalnošću u tretiranju likova. Iz tog je razdoblja očuvano daleko više minijatura u iluminiranim rukopisima, koje pokazuju iste osobine koje se nastavljaju u gotičkom razdoblju.
Slikanje na pločama postaje češće tijekom romaničkog razdoblja, pod jakim utjecajem bizantskih ikona. Pri kraju 13. st.a, srednjovjekovna umjetnost i gotičko slikarstvo postali su realističniji, s počecima zanimanja za prikazivanje zapremine i perspektive u Italiji s Cimabuem i potom njegovim učenikom Giottom. Od Giotta pa nadalje, tretiranje kompozicije od strane najboljih slikara također je postalo daleko slobodnije i inovativnije. Njih dvojica smatraju se prvim srednjovjekovnim majstorima slikarstva u zapadnoj kulturi. Cimabue je, u bizantskoj tradiciji, rabio realističniji i dramatičniji pristup svojoj umjetnosti. Njegov je učenik Giotto uzdigao te inovacije na višu razinu, što je udarilo temelje zapadne slikarske tradicije. Oba umjetnika bili su prvaci u kretnji prema naturalizmu.
Crkve su se gradile sa sve više prozora i upotreba šarenog vitraja postala je glavna osobina u dekoraciji. Jedan od najpoznatijih primjera toga može se pronaći u katedrali Notre Dame de Paris. Do 14. stoljeća zapadna društva bila su bogatija i kultiviranija i slikari su pronašli nove pokrovitelje u plemstvu. Iluminirani rukopisi preuzeli su nov karakter i vitke, otmjeno odjevene dvorske žene prikazivale su se u svojim sredinama. Taj stil uskoro je postao poznat kao međunarodni stil i slike na pločama naslikane temperama i oltarski ukrasi dobili su na značaju.

### Renesansa i manirizam
- Fra Angelico
- Filippo Lippi
- Andrea Mantegna
- Masaccio Izgon Adama i Eve iz raja, prije i nakon restauracije
- Paolo Uccello
- Leonardo da Vinci
- Rafael
- Michelangelo
- Albrecht Dürer
- Giovanni Bellini
- Titian
- Sandro Botticelli
- Leonardo da Vinci
- Piero della Francesca
- Giorgione
- Jacopo Tintoretto
- Jan van Eyck
- Jan van Eyck
- Rogier van der Weyden
- Robert Campin
- Hieronymus Bosch
- Pieter Bruegel
- Hans Holbein Mlađi
- El Greco

Renesansa (francuski za "preporod"), kulturni pokret koji je obuhvaćao vremensko razdoblje od 14. do sredine 17. stoljeća, označila je istraživanje klasičnih izvora, kao i napredak u nauci koji je imao dubok utjecaj na europski intelektualni i umjetnički život. U Italiji, umjetnici poput Paola Uccella, Fra Angelica, Masaccia, Piera della Francesce, Andree Mantegne, Filippa Lippija, Giorgiona, Tintoretta, Sandra Botticellija, Leonarda da Vincija, Michelangela Buonarrotija, Rafaela, Giovannija Bellinija i Ticijana uzdigli su slikarstvo na višu razinu upotrebom perspektive, istraživanjem ljudske anatomije i proporcija i razvojem prethodno neviđene istančanosti u tehnikama crtanja i slikanja.
Flamanski, danski i njemački slikari renesanse poput Hansa Holbeina Mlađeg, Albrechta Dürera, Lucasa Cranacha, Matthiasa Grünewalda, Hieronymousa Boscha i Pietera Bruegela predstavljaju drukčiji pristup od onog svojih talijanskih kolega, jedan koji je realističniji i manje idealiziran. Žanr-slikarstvo postalo je popularan idiom kod slikara sa sjevera poput Pietera Bruegela. Usvajanje uljanog slikarstva, čije se otkriće tradicionalno i neispravno pripisuje Janu van Eycku, kao važne prelazne figure sa slikarstva srednjeg st.a na slikarstvo rane renesanse, omogućilo je novi realizam u prikazivanju stvarnosti. Za razliku od Talijana, čiji je rad imao korijene u umjetnosti antičke Grčke i Rima, slikari sjevera zadržali su stilistički ostatak skulpture i iluminiranih rukopisa srednjeg vijeka.
Renesansno slikarstvo odražava revoluciju ideja i nauke (astronomije, geografije) koja se pojavila u tom razdoblju, reformaciju i otkriće tiskarskoj stroj. Dürer, koji se smatra jednim od najvećih grafičara, izjavio je da slikari nisu samo obični zanatlije već i mislioci. Razvojem slikanja na štafelaju, slikarstvo je u renesansi dobilo neovisnost od arhitekture. Nakon dominacije religijskih slikarskih tema, sekularne teme polako su se počele vraćati u zapadno slikarstvo. Umjetnici su uključivali vizije svijeta oko sebe ili proizvode vlastite mašte u svojim slikama. Oni koji su si mogli priuštiti trošak mogli su postati pokrovitelji i naručivati portrete sebe ili svoje porodice.
U 16. st.u na popularnosti su dobile slike koje su se mogle premještati i lako objesiti na zidove umjesto onih koje su bile pričvršćene za stalne strukture.
Visoka renesansa urodila je stiliziranom umjetnošću poznatom kao manirizam. Umjesto uravnoteženih kompozicija i racionalnog pristupa perspektivi koji su karakterizirali umjetnost u zoru 16. st.a, maniristi su tražili nestabilnost, umjetnost i sumnju. Neuznemirena lica i gesti Pieda della Francesce i mirne Djevice Rafaela bili su zamijenjeni uznemirenim izražajima Pontorma i emocionalnim intenzitetom El Greca.

### Barok i rokoko
- Caravaggio
- Artemisia Gentileschi
- Peter Paul Rubens
- Frans Hals
- Rembrandt van Rijn
- Johannes Vermeer
- Jan Steen
- Jacob van Ruisdael
- Gerrit Dou
- Gerard ter Borch
- Pieter de Hooch
- Willem Claesz. Heda
- Willem van de Velde Mlađi
- Hendrick Avercamp
- Diego Velázquez
- Nicolas Poussin
- Jusepe de Ribera
- Salvator Rosa
- Claude Lorrain
- Anthony van Dyck
- Giovanni Battista Tiepolo
- Antoine Watteau
- Jean-Honoré Fragonard
- François Boucher
- Louise Élisabeth Vigée Le Brun
- Maurice Quentin de La Tour
- Thomas Gainsborough
- Joshua Reynolds
- Jean-Baptiste-Siméon Chardin
- William Hogarth
- Francis Hayman
- Angelica Kauffman

Barokno slikarstvo povezuje se s baroknim kulturnim pokretom, pokretom koji se često identificira s apsolutizmom i kontrareformacijom ili katoličkim preporodom; postojanje važnog baroknog slikarstva i u neapsolutističkim i protestantskim državama podvlači njegovu popularnost, s obzirom na to da se proširio čitavom zapadnom Europom.
Barokno slikarstvo karakteriziraju velika drama, bogata i duboka boja, intenzivna svjetlost i tamne sjene. Barokna umjetnost imala je svrhu da prizove emocije i strast, za razliku od staložene racionalnosti koja se cijenila tijekom renesanse. U razdoblju koji je počeo oko 1600. i nastavio se čitav 17. st., slikarstvo se karakterizira kao barokno. Među najvećim slikarima baroka su Caravaggio, Rembrandt, Frans Hals, Rubens, Velázquez, Poussin i Johannes Vermeer. Caravaggio je nasljednik humanističkog slikarstva visoke renesanse. Njegov realističan pristup ljudskom liku, naslikanom direktno iz života i dramatično osvijetljenom na tamnoj pozadini, šokirao je njegove suvremenike i otvorio novo poglavlje u povijesti slikarstva. Barokno slikarstvo često dramatizira scene upotrebom svjetlosnih efekata; to se može vidjeti u djelima Rembrandta, Vermeera, Le Naina i La Toura.
Tijekom 18. st.a, rokoko je uslijedio kao blaži produžetak baroka, često neozbiljan i erotičan. Rokoko se prvo razvio u dekorativnoj umjetnosti i dizajnu interijera u Francuskoj. Stupanje Louisa XV na vlast dovelo je do promjene u dvorskim umjetnicima i općoj umjetničkoj modi. 1730-e su predstavljale vrhunac razvoja rokokoa u Francuskoj, primjer čega su djela Antoinea Watteaua i Françoisa Bouchera. Rokoko je ipak zadržao baroknu sklonost složenim formama i zapetljanim uzorcima, ali je do tada počeo integrirati dalekobrojne različite osobine, uključujući i sklonost orijentalnim dizajnima i nesimetričnim kompozicijama.
Rokoko stil proširio se pomoću francuskih umjetnika i objava s gravurama. Spremno je prihvaćen u katoličkim dijelovima Njemačke, Bohemije i Austrije, gdje se spojio sa živahnim njemačkim baroknim tradicijama. Njemački rokoko primijenjen je s entuzijazmom u crkvama i palačama, naročito na jugu, dok se fridrihovski rokoko razvio u Kraljevini Pruskoj.
Francuski majstori Watteau, Boucher i Fragonard predstavljaju stil, kao i Giovanni Battista Tiepolo i Jean-Baptiste-Siméon Chardin, kojeg su neki smatrali najboljim francuskim slikarom 18. st.a - antirokoko. Portretiranje je bila važna komponenta slikarstva u svim državama, ali naročito u Engleskoj, gdje su predvodnici bili William Hogarth, u grubom realističnom stilu, i Francis Hayman, Angelica Kauffman (koja je bila iz Švicarske), Thomas Gainsborough i Joshua Reynolds u laskavijim stilovima pod utjecajem Anthonyja van Dycka. Dok su u Francuskoj tijekom ere rokokoa Jean-Baptiste Greuze (omiljeni slikar Denisa Diderota), Maurice Quentin de La Tour i Élisabeth Vigée-Lebrun bili vrlo ostvareni slikari portreta i povijesni slikari.
William Hogarth je potpomogao razvoj teoretskih temelja ljepote rokokoa. Iako nije namjerno naveo taj pokret, u svom je djelu Analysis of Beauty (1753.)  tvrdio da su valovite linije i S-krivulje istaknute u rokokou bile osnova za gracioznost i ljepotu u umjetnosti ili prirodi (za razliku od prave linije ili kruga u klasicizmu). Početak kraja za rokoko došao je u ranim 1760-im, kada su osobe poput Voltairea i Jacques-François Blondela počele iznositi svoju kritiku površnosti i izrođenosti te umjetnosti. Blondel je osudio "smiješnu zbrku školjaka, zmajeva, trske, palmi i biljaka" u tadašnjim interijerima.
Do 1785. godine, rokoko je bio izašao iz mode, zamijenjen redom i ozbiljnošću neoklasičkih umjetnika poput Jacques-Louis Davida.

### 19. st.: Neoklasicizam, Povijesno slikarstvo, Romantizam, Impresionizam, Postimpresionizam, Simbolizam
vidi i glavne članke Neoklasicizam, Povijesno slikarstvo, Romantizam, Impresionizam, Postimpresionizam, Simbolizam
- Jacques-Louis David 1787.
- John Singleton Copley, 1778.
- Antoine-Jean Gros, 1804.
- John Constable 1802.
- Francisco Goya 1814.
- Théodore Géricault 1819.
- Caspar David Friedrich c. 1822.
- Karl Brjulov 1827.
- Eugène Delacroix, 1830.
- J. M. W. Turner 1838.
- Jean Auguste Dominique Ingres 1845.
- Ivan Ajvazovski 1850.
- Gustave Courbet 1849–1850.
- Jan Matejko 1862.
- Albert Bierstadt, 1866.
- Camille Corot oko 1867.
- Claude Monet 1872.
- Pierre-Auguste Renoir 1876.
- Edgar Degas 1876.
- Édouard Manet 1882.
- Aleksander Gierymski 1884.
- Valentin Serov 1887.
- Vincent van Gogh 1888.
- Vincent van Gogh  1889.
- Ilja Repin 1891.
- Józef Chełmoński 1896.
- Paul Gauguin 1897.–1898.
- Georges-Pierre Seurat 1884.–1886.
- Thomas Eakins, 1884.–1885.
- Albert Pinkham Ryder, 1890.
- Winslow Homer 1899.
- Witold Wojtkiewicz 1905.
- Paul Cézanne 1906.

Nakon rokokoa u kasnom se 18. st.u pojavljuje strogi stil neoklasicizam, najprije u arhitekturi, potom u slikarstvu. Vjerojatno najznačajniji predstavnici neoklasicizma su Jacques-Louis David i njegov nasljednik Jean Auguste Dominique Ingres. Ingresov rad sadrži daleko senzualnosti, ali bez spontanosti karakteristične za romantizam.
Romantizam je pak usmjerio svoju pažnju na pejzaže i prirodu kao i ljudski lik i superiornost prirodnog reda u odnosu na čovjekovu volju. U tom su se konceptu nalazili elementi panteističke filozofije (vidi Spinozu i Hegela) koji su se suprotstavljali idealima prosvjetiteljstva i donijeli viziju sudbine čovječanstva u tragičnijem i pesimističnom svjetlu. Ideja da ljudska bića nisu superiorna silama prirode u kontradikciji je s idealima Antičke Grčke i renesanse prema kojima je čovječanstvo bilo iznad svih stvari i držalo u šaci vlastitu sudbinu. Ovo je razmišljanje potaklo slikare romantizma da slikaju "uzvišenost", ruševine crkvi, brodolome, masakre i ludilo.
Do sredine 19. st.a slikari su se oslobodili potražnje naručitelja za prikazom scena iz religije, mitologije, portreta i povijesti. Ideja "umjetnost radi umjetnosti" započela je nalaziti svoj izražaj u radovima velikih slikara kao što su Francisco de Goya, John Constable i J.M.W. Turner. Slikari romantizma pretvorili su slikanje pejzaža u vodeći žanr, pošto je isti do tada smatran minornim žanrom ili kao dekorativna pozadina za kompozicije ljudskim figurama.
Neki od najznačajnijih slikara tog razdoblja su Eugène Delacroix, Théodore Géricault, J. M. W. Turner, Caspar David Friedrich i John Constable. Kasni radovi Franciska Goye dokazuju njegov romantični interes prema iracionalnom, radovi Arnolda Böcklina evociraju misteriju, a slike Jamesa Wistlera pripadnika esteticizma pobuđuju osjećaj sofisticiranosti i dekadencije. Tradicija slikanja pejzaža iz razdoblja romantizma u SAD-u je poznata kao Škola Hudson River,  a njeni najistaknutiji predstavnici bili su Thomas Cole, Frederic Edwin Church, Albert Bierstadt, Thomas Moran i John Frederick Kensett. Luminizam je bio američki pokret slikanja krajolika vezan za Školu Hudson River.
Vodeći pripadnik Barbizonske škole School slikanja Camille Corot slikao je koristeći i elemente romantizma i elemente realizma; u njegovom radu postoje prve naznake impresionizma, kao i u slikama Eugènea Boudina, prvog francuskog slikara pejzažista koji je slikao na otvorenom, izvan studija. Boudin je imao veliki utjecaj na mladog Claudea Moneta, kojega je 1857. uveo u slikanje plein air. Najzaslužniji slikar za prelazak u realizam sredinom 19. st.a bio je Gustave Courbet. U zadnjoj su trećini stoljeća impresionisti Édouard Manet, Claude Monet, Pierre-Auguste Renoir, Camille Pissarro, Alfred Sisley, Berthe Morisot, Mary Cassatt i Edgar Degas radili na izravnijem pristupu nego je to bilo prije javno viđeno. Oni su izbjegavali alegoriju i narativne prikaze u korist individualiziranog odgovora na moderni svijet, ponekad naslikanog s malo ili bez pripremne studije, oslanjajući se na spretnost crtanja i vrlo kromatične palete. Manet, Degas, Renoir, Morisot i Cassatt koncentrirali su se primarno na čovjeka. I Manet i Degas su reinterpretirali klasične figurativne kanone unutar suvremenih situacija; u slučaju Maneta ovu je reinterpretaciju publika neprijateljski dočekala. Renoir, Morisot i Cassatt su se kao inspiracija okrenuli kućnom životu, Renoir se posebno fokusirao na ženski akt. Monet, Pissarro i Sisley su kao primarni motiv slikali pejzaže u nastojanju da prikažu izmjenu svjetla i vremenskih prilika na scenu, što je igralo centralnu ulogu u njihovom radu. Dok se Sisley striktno držao izvornih principa impresionističke percepcije krajolika, Monet je tražio izazov u sve težim kromatskim uvjetima i uvjetima osvijetljenosti, kulminacija čega je bila njegova serija monumentalnih radova vodenih ljiljana naslikanih u Givernyju.
Pissarro je prihvatio neke od eksperimenata postimpresionizma. Nešto mlađi postimpresionisti kao Vincent van Gogh, Paul Gauguin i Georges-Pierre Seurat zajedno s Paulom Cézanneom vodili su likovnu umjetnost prema modernizmu; za Gauguina je impresionizam bio put u osobni simbolizam; Seurat je transformirao impresionističko razlaganje boja u naučnu studiju optike, strukturiranu u zamrznute kompozicije; Van Goghova turbulentna metoda nanošenja boja, zajedno s uporabom boja, nagovijestila je ekspresionizam i fovizam, a Cézanne, u želji da ujedini klasičnu kompoziciju s revolucionarnim apstrahiranjem prirodnih formi, postat će preteča umjetnosti 20. st.a.
Šarm impresionizma osjetio se diljem svijeta, tako i u SAD-u, gdje je postao sastavni dio slikarskog trenda američkih impresionista kao što su Childe Hassam, John Henry Twachtman i Theodore Robinson. Impresionizam je također vršio jak utjecaj na slikare koji u teoriji nisu bili primarno impresionisti, kao što je slikar portreta i krajolika John Singer Sargent. U isto vrijeme u SAD-u je početkom 20. st.a postojao izvorni i autonomni realizam, bogato utjelovljen u figurativnim djelima Thomasa Eakinsa, Aschan škole i kopnenih i morskih krajolika Winslowa Homera, čija su sva djela duboko utemeljena u čvrstoći prirodnih formi. Vizionarski krajolici i motivi velikim dijelom ovisni o dvoznačnosti prikaza noći, pronašli su svoje predstavnike u Albertu Pinkhamu Ryderu i Ralphu Albertu Blakelocku.
U kasnom 19. st.u postojale su mnoge, iako različite skupine slikara simbolista čiji su se radovi isticali zajedno s mlađim umjetnicima 20. stoljeća, posebno fovistima i nadrealistima. Među takvima su bili Gustave Moreau, Odilon Redon, Pierre Puvis de Chavannes, Henri Fantin-Latour, Arnold Böcklin, Edvard Munch, Félicien Rops, Jan Toorop, Gustav Klimt i drugi, uključivši i ruske simboliste kao npr. Mihaila Vrubela.
Slikari simbolizma su istraživali mitologija i imaginarij snova kako bi izgradili vizualni jezik duše, u potrazi za evokativnim slikama koje prizivaju u svijest statički svijet tišine. Simboli u simbolističkim djelima nisu poznati znakovi uobičajene ikonografije, već intenzivni osobni, mračni i dvosmisleni nagovještaji. Više filozofski nego umjetnički stil, simbolizam je utjecao na tada suvremeni pokret art nouveaua i Nabisa. U svojem istraživanju motiva sličnim snovima, slikare simbolizma u biti nalazimo kroz čitave vjekove i kulture, a prisutni su i danas; Bernard Delvaille je opisao nadrealizam Renéa Magrittea kao "simbolizam plus Freud".

### 20. st.
Naslijeđe slikara kao Van Gogh, Cézanne, Gauguin i Seurat bilo je ključno za razvoj moderne umjetnosti. Početkom 20. st.a Henri Matisse i nekoliko drugih umjetnika uključivši i predkubiste Georgesa Braquea, Andréa Deraina, Raoula Dufyja i Mauricea de Vlamincka revolucioniralo je parišku umjetnost "divljim", višebojnim ekspresivnim krajolicima i figurativnim slikama koje će kritičari nazvati fovizam (vidljivo u galeriji više). Matisseva druga verzija slike Ples označava ključnu točku u njegovoj karijeri i razvoju moderne umjetnosti. Ona reflektira i Matissevu početnu fasciniranost primitivnom umjetnošću: intenzivne tople boje nasuprot hladnoj plavozelenoj pozadini i ritmički slijed golih figura plesača prenosi nam osjećaj emocionalnog oslobođenja i hedonizma. Pablo Picasso je oslikao svoje prve kubističke radove na temelju Cézanneove ideje da sav prikaz prirode može biti sveden na prikaz triju geometrijskih tijela: kocke, kugle i stošca. S likovnim djelom Gospođice iz Avignona iz 1907., (vidi galeriju slika) Picasso je na dramatični način stvorio novu i radikalnu sliku sirove i primitivne scene iz javne kuće s pet prostitutki, agresivno naslikanih žena, koje podsjećaju na afričke domorodačke maske i tako stvorio svoji vlastiti novi smjer kubizma. Kubizam (vidi galeriju slika) su zajednički razvili Pablo Picasso i Georges Braque, što je vidljivo na primjeru slike Violina i svijećnjak (vidi gore) od oko 1908. do 1912.Prve jasne manifestacije kubizma vidljive su u djelima Braquea, Picassa, Jeana Metzingera, Alberta Gleizesa, Fernanda Légera, Henria Le Fauconniera i Roberta Delaunaya. Juan Gris, Marcel Duchamp, Alexander Archipenko, Joseph Csaky i drugi slikari su im se ubrzo pridružili. Sintetički kubizam, kojeg su prakticirali Braque i Picasso, karakteriziran je uvođenjem različitih tekstura, površina, elemenata kolaža, papier colléa i raznovrsnih predmeta prilijepljenih zajedno.
Jesenski salon (Salon d'Automne) 1905. donio je slavu i skrenuo pažnju kritike na radove Henrija Matissea i fovizma. Pokret je dobio ime, prema čuvenoj kritici Louisa Vauxcellesa koji je opisao njihov rad kao "Donatello chezes fauves" ("Donatello među divljim zvijerima"), pošto su njihove slike bile izložene u istoj prostoriji sa skulpturama u stilu renesanse. Henri Rousseau (1844. – 1910.), umjetnik kojeg je Picasso poznao i divio mu se i koji nije pripadao u pokret fovizma, izložio je svoju sliku velikih dimenzija s prikazom džungle "Gladni lav se baca na antilopu" odmah do Matisseovih slika, što je moglo utjecati na sarkastične tonove prisutne u ondašnjoj štampi. Vauxcelleov komentar je štampan 17. listopada 1905. u dnevnim novinama Gil Blas i potom se proširila kao popularni termin.
Iako su slike bile naširoko ismijane (likovna kritičarka Camille Mauclair (1872. – 1945.) ih je definirala kao "kantica s bojom bačena u lice publici"), ipak su privukle ponešto pozitivnih kritika. Posebno se našla metom napada Matisseova slika Žena sa šeširom, tako da je naknadna kupovina ove slike od strane Gertrude i Lea Stein imala vrlo pozitivni efekt na Matissea, nakon što je bio vrlo demoraliziran zbog loše percepcije njegovih djela.
U godinama između 1910. i kraja Prvog svjetskog rata i nakon vrhunca kubizma, u Parizu se pojavilo nekoliko pokreta. Giorgio de Chirico se preselio u Pariz u julu 1911. godine, gdje se pridružio svom bratu Andreju (pjesniku i slikaru poznatom kao Alberto Savinio). Preko svog brata upoznao je Pierrea Lapradea, člana žirija u Jesenjem salonu, gdje je izlagao svoja tri bajkovita djela: Enigma proročanstva, Enigma podneva i Autoportret. Tijekom 1913. izlagao je svoje djelo u Salonu neovisnih i Jesenjem salonu, a njegov rad zapazili su Pablo Picasso i Guillaume Apollinaire i nekolicina drugih. Njegove neodoljive i misteriozne slike smatraju se instrumentalnima za rane početke nadrealizma. Pjesma ljubavi iz 1914. godine jedno je od najpoznatijih Chiricovih djela i rani primjer nadrealističkog stila, iako je naslikana deset godina prije nego što je André Breton 1924. "osnovao taj pokret (vidjeti galeriju).
U prve dvije decenije 20. st.a i nakon kubizma, pojavilo se nekoliko drugih važnih pokreta; futurizam (Balla), apstraktna umjetnost (Kandinski) Der Blaue Reiter (Vasilij Kandinski i Franz Marc), Bauhaus (Kandinski i Klee), orfizam, (Delaunay i Kupka), sinhromizam (Russell), De Stijl (van Doesburg i Mondrian), suprematizam (Kazimir Maljevič), konstruktivizam (Tatlin), dadaizam (Duchamp, Picabia i Arp) i nadrealizam (de Chirico, André Breton, Miró, Magritte, Dalí i Ernst). Moderno slikarstvo utjecalo je na sve vizualne umjetnosti, od modernističke arhitekture, do avangardnog filma, kazališta i modernog plesa i postalo je eksperimentalni laboratorij za izražavanje vizualnog doživljaja, od fotografije i konkretne poezije do reklamne umjetnosti i moder. Van Goghovo slikarstvo izvršilo je velik utjecaj na ekspresionizam 20. st.a, kao što se može vidjeti u djelima fovista, Die Brücke (skupine pod vodstvom njemačkog slikara Ernsta Kirchnera) i ekspresionizmu Edvarda Muncha, Egona Schielea, Marca Chagalla, Amedea Modiglianija, Chaima Soutinea i drugih.

#### Pioniri apstrakcije
- Piet Mondrian, 1911, rani De Stijl
- Vasilij Kandinski, 1913, rođenje apstraktne umjetnosti
- Robert Delaunay, 1912–1913, orfizam
- Kazimir Maljevič, 1916, suprematizam
- Theo van Doesburg, 1917, De Stijl, neoplasticizam

Vasilij Kandinski, ruski slikar, grafičar i teoretičar umjetnosti, jedan od najpoznatijih umjetnika 20. st.a, obično se smatra prvim važnim slikarom moderne apstraktne umjetnosti. Kao rani modernista, u potrazi za novim oblicima vizualnog i duhovnog izražavanja, teoretizirao je kao i tadašnji okultisti i teozofisti da čista vizualna apstrakcija ima posljedične vibracije sa zvukom i muzikom. Smatrali su da je čista apstrakcija mogla izraziti čistu duhovnost. Njegove najranije apstrakcije generalno se navode kao primjer u (gornja galerija) Kompoziciji VII, stvarajući vezu s radom muzičkih kompozitora. Kandinski je uključio mnoge svoje teorije o apstraktnoj umjetnosti u svojoj knjizi Po pitanju duhovnog u umjetnosti (en. Concerning the Spiritual in Art). Umjetnost Pieta Mondriana također je imala veze s njegovim duhovnim i filozofskim istraživanjima. On se 1908. zainteresirao za teozofski pokret koji je pokrenula Helena Petrovna Blavatsky u kasnom 19. st.u. Blavatsky je vjerovala da je moguće dobiti znanje o prirodi dublje od onog koje pružaju empirijski načini istraživanja i daleko Mondrianovog rada do kraja života nadahnuto je njegovom potragom za tim duhovnim znanjem. Među ostale velike pionire rane apstrakcije spadaju švedska slikarica Hilma af Klint, ruski slikar Kazimir Maljevič i švicarski slikar Paul Klee. Robert Delaunay je bio francuski umjetnik koji se povezuje s orfizmom, koji podsjeća na poveznicu između čiste apstrakcije i kubizma. Njegova kasnija djela apstraktnija su i liče na ona Paula Kleea. Njegovi ključni doprinosi apstraktnom slikarstvu odnose se na njegovu odvažnu upotrebu boje i jasnu ljubav prema eksperimentiranju i s dubinom i s tonom. Na poziv Vasilija Kandinskog, Delaunay i njegova žena, umjetnica Sonia Delaunay, 1911. su se pridružili Plavom jahaču (Der Blaue Reiter), grupi apstraktnih umjetnika sa sjedištem u Münchenu, a njegova umjetnost postala je apstraktna. U ostale važne pionire apstraktnog slikarstva spadaju češki slikar František Kupka i sinhromizam, umjetnički pokret osnovan 1912. od strane američkih umjetnika Stantona MacDonalda-Wrighta i Morgana Russella, koji jako liči na orfizam.

#### Fovizam, Der Blaue Reiter, Die Brücke
- Vasilij Kandinski, Der Blaue Reiter, 1903.
- Alexej von Jawlensky, Der Blaue Reiter, 1909.
- Franz Marc, Der Blaue Reiter, 1913.–14.
- Ernst Kirchner, Die Brücke, 1913.
- Otto Mueller, Die Brücke, 1919.

Les Fauves (francuski za Divlje zvijeri) bili su slikari ranog dvadesetog st. koji su eksperimentirali sa slobodom izražavanja putem boje. Taj naziv im je dat podrugljivo, a ne kao kompliment, od strane kritičara umjetnosti Louisa Vauxcellesa. Fovizam je bila kratkotrajna i labavo povezana grupacija umjetnika ranog 20. st. čija su djela naglašavala slikarske kvalitete i maštovitu upotrebu duboke boje nauštrb reprezentacijskih vrijednosti. Fovisti su omogućavali lako čitanje subjekta slike, davali pretjerane perspektive, a Paul Gauguin je 1888. Paulu Sérusieru dao interesantno dalekovidno predviđanje fovista,
"Kako vidite ova stabla? Žuta su. Prema tome, stavite žute; ova sjena, prilično plava, naslikajte ju čistim ultramarinom; ovo crveno lišće? Stavite vermilion."
Vođe tog pokreta bili su Henri Matisse i André Derain – prijateljski nastrojeni suparnici, svaki sa svojim sljedbenicima. Matisse je na kraju postao jang Picassovom jinu u 20. st.u. U fovističke slikare spadali su Albert Marquet, Charles Camoin, Maurice de Vlaminck, Raoul Dufy, Othon Friesz, danski slikar Kees van Dongen i Picassov partner u kubizmu, Georges Braque među drugima.
Fovizam, kao pokret, nije imao konkretne teorije, bio je kratkog vijeka, s početkom 1905. i krajem 1907. godine i imali su samo tri egzibicije. Matisse je smatran vođom tog pokreta zbog svoje starosti i prethodne afirmacije u akademskom umjetničkom svijetu. Njegov portret gospođe Matisse Zelena linija (gore) iz 1905. izazvao je senzaciju u Parizu kada je prvi put izložen. Rekao je da je htio stvoriti umjetnost radi pružanja zadovoljstva; umjetnost kao ukras bila je njegova svrha i može se reći da njegova upotreba jarkih boja nastoji održati spokoj kompozicije. André Derain je 1906. godine, na prijedlog svog trgovca Ambroisea Vollarda, otišao u London i proizveo niz slika poput Most Charing Cross, London (gore) u fovističkom stilu, parafrazirajući poznati niz slika impresionističkog slikara Claudea Moneta.
Do 1907. fovizam više nije bio šokantan novi pokret, a na radaru kritičara ubrzo ga je zamijenio kubizam kao najnoviji razvoj u suvremenoj umjetnosti tog vremena. Appolinaire je 1907. godine, komentirajući o Matisseu u članku objavljenom u La Falangeu, rekao, "Ovdje nismo u prisustvu ekstravagantnog ili ekstremističkog pothvata: Matisseova umjetnost eminentno je razumna."
Der Blaue Reiter je bio njemački pokret koji je trajao od 1911. do 1914. godine, fundamentalan za ekspresionizam, zajedno s Die Brücke, grupom njemačkih ekspresionističkih umjetnika formiranom u Dresdenu 1905. godine. Osnivači skupine Die Brücke bili su Fritz Bleyl, Erich Heckel, Ernst Ludwig Kirchner i Karl Schmidt-Rottluff. U kasnije članove spadali su Max Pechstein, Otto Mueller i drugi. To je bila malena sjemena grupa, koja je kasnije imala velik utjecaj na evoluciju moderne umjetnosti u 20. st. i stvorila stil ekspresionizma.
Vasilij Kandinski, Franz Marc, August Macke, Alexej von Jawlensky, čija je fizički izražajna slika ruskog plesača Portret Aleksandra Saharofa iz 1909. godine prikazana u gornjoj galeriji, Marianne von Werefkin, Lyonel Feininger i drugi osnovali su grupu Der Blaue Reiter kao odgovor na odbijanje da Kandinskijeva slika Posljednji sud bude prikazana na izložbi. Der Blaue Reiter nije imala centralni umjetnički manifesto, ali se centrirala oko Kandinskija i Marca. Umjetnici Gabriele Münter i Paul Klee također su bili uključeni.
Naziv pokreta potiče od slike koju je Kandinski napravio 1903. godine (vidjeti ilustraciju). Neki također tvrde da je naziv možda potekao od Marcovog entuzijazma za konje i Kandinskijeve ljubavi prema plavoj boji. Za Kandinskog, plava je boja duhovnosti: što je plava tamnija, to više budi ljudsku čežnju za vječitim.

#### Ekspresionizam, simbolizam, američki modernizam, Bauhaus
- Gustav Klimt, ekspresionizam, 1907–1908
- Arthur Dove, rani američki modernizam, 1911-12
- Egon Schiele, simbolizam i ekspresionizam, 1912
- Amedeo Modigliani, simbolizam i ekspresionizam, 1917
- Marsden Hartley, američki modernizam, 1914
- Paul Klee, Bauhaus, 1921
- Stuart Davis, američki modernizam, 1921

Ekspresionizam i simbolizam široke su kategorije u koje spada nekoliko važnih i povezanih pokreta u slikarstvu 20. st.a koji su dominirali većim dijelom avangardne umjetnosti koja se stvarala u zapadnoj, istočnoj i sjevernoj Europi. Ekspresionistička djela slikala su se uglavnom između Prvog i Drugog svjetskog rata, pretežno u Francuskoj, Njemačkoj, Norveškoj, Rusiji, Belgiji i Austriji. Ekspresionistički slikari povezani su i s nadrealizmom i sa simbolizmom i svi su jedinstveno i donekle ekscentrično lični. Fovizam, Die Brücke i Der Blaue Reiter tri su najpoznatije skupine ekspresionističkih i simbolističkih slikara. Interesantni i raznoliki umjetnici poput Marca Chagalla, čija slika Ja i selo, (gore) prepričava autobiografsku priču koja proučava vezu između umjetnika i njegovog porijekla, s leksikonom umjetničko simbolizma. Gustav Klimt, Egon Schiele, Edvard Munch, Emil Nolde, Chaim Soutine, James Ensor, Oskar Kokoschka, Ernst Ludwig Kirchner, Max Beckmann, Franz Marc, Käthe Schmidt Kollwitz, Georges Rouault, Amedeo Modigliani i neki Amerikanci poput Marsdena Hartleya i Stuarta Davisa, smatrali su se utjecajnim ekspresionističkim slikarima. Iako se Alberto Giacometti primarno smatra intenzivnim nadrealističkim kiparom, stvarao je i intenzivne ekspresionističke slike.
U SAD-u tijekom razdoblja između Prvog i Drugog svjetskog rata, slikari su obično išli u Europu da bi postali priznati. Modernistički umjetnici poput Marsdena Hartleya, Patricka Henryja Brucea, Geralda Murphya i Stuarta Davisa gradili su svoju reputaciju u inostranstvu. Dok je Patrick Henry Bruce, stvorio slike u stilu kubizma u Europi, i Stuart Davis i Gerald Murphy stvarali su slike koje su bile rana nadahnuća za američki pop-art. a Marsden Hartley je eksperimentirao s ekspresionizmom. Tijekom 1920-ih, fotograf Alfred Stieglitz je izlagao Georgiu O'Keeffe, Arthura Dovea, Alfreda Henryja Maurera, Charlesa Demutha, Johna Marina i ostale umjetnike, uključujući i europske majstore kao što su Henri Matisse, Auguste Rodin, Henri Rousseau, Paul Cézanne i Pablo Picasso, u svojoj njujorškoj galeriji the 291. U Europi majstori kao što su Henri Matisse i Pierre Bonnard nastavili su razvijati svoje narativne stilove neovisno o bilo kojem pokretu.

#### Dadaizam i nadrealizam
- Marcel Duchamp, Fontana 1917, dadaizam

Marcel Duchamp je postigao međunarodnu istaknutost za vrijeme Arsenalske izložbe u New Yorku 1913. gdje je njegova slika Akt silazi niz stepenice postala cause célèbre. Nakon toga je stvorio slike Nevjesta, skinuta do gola od svojih svatova i Veliko staklo. Veliko staklo pomaknulo je umjetnost slikanja prema radikalnim novim granicama, jer je bila dijelom slika, dijelom kolaž, dijelom konstrukcija. Duchamp, koji se uskoro odrekao stvaranja umjetnosti zarad šaha, postao je blisko vezan za dadaistički pokret koji je stvoren u neutralnom Zürichu u Švicarskoj, tijekom Prvog svjetskog rata, i doživio svoj vrhunac između 1916. i 1920. godine. Taj je pokret pretežno uključivao vizualne umjetnosti, književnost (poeziju, umjetničke manifeste, umjetničku teoriju), kazalište i grafički dizajn, a koncentrirao je svoju antiratnu politiku odbacivanjem prevladavajućih standarda u umjetnosti protuumjetničkim kulturnim djelima. Francis Picabia (vidjeti gore), Man Ray, Kurt Schwitters, Hannah Höch, Tristan Tzara, Hans Richter, Jean Arp, Sophie Taeuber-Arp, zajedno s Duchampom i mnogim drugima dovode se u vezu s dadaističkim pokretom. Duchamp i nekoliko dadaista također se povezuju s nadrealizmom, pokretom koji je dominirao europskim slikarstvom tijekom 1920-ih i 1930-ih.
André Breton je 1924. objavio Nadrealistički manifesto. Nadrealistički pokret u slikarstvu postao je sinonim za avangardu i kojem su pripadali umjetnici čija su djela varirala od apstraktnih do superrealističnih. S djelima na papiru, kao što je Machine Turn Quickly, (gore) Francis Picabia nastavio je svoju uključenost u dadaističkom pokretu tijekom 1919. u Zürichu i Parizu, prije nego što se odvojio od njega, razvivši interes za nadrealističku umjetnost. Yves Tanguy, René Magritte i Salvador Dalí naročito su poznati po svojim realističnim prikazima snovitih slika i fantastičnih prikaza mašte. Uzorana zemlja Joana Miróa iz 1923–1924 graniči s apstrakcijom; ta rana slika kompleksa predmeta i figura i rasporeda seksualno aktivnih likova bila je Miróovo prvo nadrealističko remek djelo. Apstraktniji Joan Miró, Jean Arp, André Masson i Max Ernst bili su vrlo utjecajni, naročito u Sjedinjenim Državama tijekom 1940-ih.
Tijekom 1930-ih, nadrealizam je i dalje postajao sve vidljiviji široj javnosti. Jedna nadrealistička skupina razvila se u Britaniji i, prema Bretonu, njihova Londonska međunarodna nadrealistička izložba iz 1936. bila je najviši trenutak tog razdoblja i postala model za međunarodne izložbe. Nadrealističke skupine u Japanu, a naročito u Latinskoj Americi, na Karibima i u Meksiku, stvorile su inovativna i originalna djela.
Dalí i Magritte stvorili su najšire priznate slike u sklopu tog pokreta. Slika Ovo nije lula iz 1928/1929, stvorena od strane Magrittea, predmet je knjige Michela Foucaulta iz 1973. godine, Ovo nije lula (englesko izdanje, 1991), koja se bavi tom slikom i njenim paradoksom. Dalí se pridružio toj grupi 1929. i sudjelovao je u brzom osnivanju vizualnog stila između 1930. i 1935. godine.
Nadrealizam je kao vizualni pokret pronašao metodu: izložiti psihološku istinu skidanjem normalnih predmeta do njihovog normalnog značaja, kako bi se stvorila neodoljiva slika koja je bila mimo uobičajene službene organizacije i percepcije, ponekada prizivajući empatiju od strane promatrača, ponekada smijeh, a ponekada bijes i zbunjenost.
1931. bila je godina u kojoj je nekoliko nadrealističkih slikara stvorilo djela koja su predstavljala prekretnice u njihovoj stilističkoj evoluciji: u jednom primjeru (vidjeti gornju galeriju) tečni oblici postali su Dalíjev zaštitni znak, naročito njegovoj Postojanosti pamćenja, na kojoj su prikazani satovi koji se rastežu i tonu kao da se tope. Podsjećanje na vrijeme i njegova neodoljiva misterija i apsurdnost.
Osobine ovog stila – kombinacija varljivog, apstraktnog i psihološkog – počela je predstavljati otuđenje koje su mnogi ljudi osjećali u modernističkom razdoblju, spojeno s osjećajem dosezanja dublje u psihu, kako bi se "postalo čitavim s vlastitom individualnošću."
Max Ernst, čija je slika Murdering Airplane iz 1920. godine prikazana gore, studirao je filozofiju i psihologiju u Bonnu i zanimao se za alternativne stvarnosti koje doživljavaju umno poremećeni. Njegove slike možda su nadahnute istraživanjem psihoanalitičara Sigmunda Freuda o obmanama paranoika, Daniela Paula Schrebera. Freud je identificirao Schreberovu fantaziju o pretvaranju u ženu kao kastracijski kompleks. Centralna slika dva para nogu odnosi se na Schreberove hermafroditske strasti. Ernstov zapis na stražnjoj strani slike glasi: Slika je zanimljiva zbog svoje simetrije. Dva spola se uravnotežuju.
Tijekom 1920-ih, rad Andréa Massona bio je izuzetno utjecajan kao pomoć mladom umjetniku Joanu Miróu da pronađe svoje korijene u novom nadrealističkom slikarstvu. Miró je u pismima svom prodavaču Pierreu Matisseu priznao Massonov značaj kao primjera za sebe u svojim ranim godinama u Parizu.
Dugo nakon što su lične, političke i profesionalne napetosti sasvim podijelile nadrealističku grupu, Magritte, Miró, Dalí i ostali nadrealisti nastavljaju definirati vizualni program u umjetnosti. Ostali istaknuti nadrealistički umjetnici su Giorgio de Chirico, Méret Oppenheim, Toyen, Grégoire Michonze, Roberto Matta, Kay Sage, Leonora Carrington, Dorothea Tanning i Leonor Fini među ostalima.

#### Neue Sachlichkeit, društveni realizam, regionalizam, američko scensko slikarstvo, simbolizam
- Thomas Hart Benton, 1920, regionalizam
- Charles Demuth Proljeće, 1921, američki precizionizam (proto pop-art)
- Georgia O'Keeffe, 1921, jugozapadni modernizam

Tijekom 1920-ih i 1930-ih i Velike ekonomske krize, europsku umjetničku scenu karakterizirali su nadrealizam, kasni kubizam, Bauhaus, De Stijl, dadaizam, Nova stvarnost i ekspresionizam; u to doba živjeli su majstorski modernistički slikari u boji, kao što su Henri Matisse i Pierre Bonnard.
U Njemačkoj se Neue Sachlichkeit ("Nova stvarnost") pojavila kada su Max Beckmann, Otto Dix, George Grosz i drugi politizirali svoje slike. Rad tih umjetnika izrastao je iz ekspresionizma i bio je odgovor na političke napetosti u Weimarskoj Republici i često je bio oštro kritizirajuć.
Američko scensko slikarstvo i pokreti društvenog realizma i regionalizma, koji su sadržavali i politički i društveni osvrt, dominirali su umjetničkom svijetu u SAD-u. Umjetnici kao što su Ben Shahn, Thomas Hart Benton, Grant Wood, George Tooker, John Steuart Curry, Reginald Marsh i drugi postali su istaknuti. U Latinskoj Americi, pored urugvajskog slikara Joaquína Torresa Garcíe i Rufina Tamaya iz Meksika, muralističkog pokreta s Diegom Riverom, Davidom Siqueirosom, Joséom Orozcom, Pedrom Nel Gómezom i Santiaogom Martinezom Delgadom i simbolističkim slikama Fride Kahlo, za tu je regiju počela umjetnička renesansa, uz upotrebu boje i povijesnih i političkih poruka. Simbolistička djela Fride Kahlo također su jako vezana za nadrealizam i pokret magičnog realizma u književnosti. Psihološka drama Kahlinih autoportreta (gore) podcrtavaju životnost i važnost njenih slika za umjetnike 21. st.a.
Diego Rivera je možda najpoznatiji u javnosti po svojem muralu iz 1933. godine, "Čovjek na raskršću", u lobiju RCA Buildinga u Rockefeller Centera. Kada je njegov pokrovitelj Nelson Rockefeller otkrio da su u taj mural uključeni portret Lenjina i drugi komunistički slikoviti prikazi, dao je otkaz Riveri, a nedovršeno djelo kasnije je uništeno od strane Rockefellerovih zaposlenika. Film Cradle Will Rock sadržavao je i dramatizaciju te kontroverze. Djela Fride Kahlo (Riverine žene) često su karakteristična po jasnim prikazima boli. Od njenih 143 slika, 55 su autoportreti, u koje su često uključeni simbolični prikazi njenih fizičkih i psiholoških rana. Kahlo je bila pod jakim utjecajem domorodačke meksičke kulture, što je očigledno po žarkim bojama i dramatičnom simbolizmu njenih slika. Kršćanske i jevrejske teme također su često prikazivane u njenim djelima; kombinirala je elemente klasične religijske meksičke tradicije - koja je često bila krvava i nasilna - s nadrealističkim predstavljanjem. Iako njene slike nisu jasno kršćanske - ona je, ipak, bila javno priznat komunista - sigurno sadrže elemente jezivog meksičkog stila religijskih slika.
Politički aktivizam bio je važan dio života Davida Siqueirosa i često ga je nadahnjivao da ostavi po strani svoju umjetničku karijeru. Njegova umjetnost bila je duboko ukorijenjena u Meksičkoj revoluciji, nasilnom i kaotičnom razdoblju u meksičkoj historiji u kojem su se razne društvene i političke frakcije borile za priznanje i moć. Razdoblje od 1920-ih do 1950-ih poznat je kao meksička renesansa i Siqueiros je bio aktivan u pokušaju da stvori umjetnost koja je bila ujedno meksička i univerzalna. Nakratko je napustio slikarstvo kako bi se usredotočio na organiziranje rudara u Jaliscu. Vodio je radionicu političke umjetnosti u New Yorku u svrhu priprema za Opći štrajk za mir i paradu na Prvi maj 1936. godine. Mladi Jackson Pollock prisustvovao je radionici i potpomogao izgradnju uzdignutih platformi za paradu. Između 1937. i 1938. borio se u Španjolski građanskom ratu zajedno sa snagama Španjolske Republike, protiveći se vojnom puču Francisca Franca. Dvaput je protjeran iz Meksika, jednom 1932. i ponovo 1940. godine, nakon svog pokušaja atentata na Lava Trockija.
Tijekom 1930-ih radikalna ljevičarska politika karakterizirala je mnoge umjetnike povezane s nadrealizmom, uključujući Pabla Picassa. 26. aprila 1937. godine, tijekom Španjolskog građanskog rata, baskijski grad Gernika bio je poprište "Bombardiranja Gernike" od strane Kondorske legije Luftwaffea nacističke Njemačke. Nijemci su napali u podršci pokušajima Francisca Franca da zbaci baskijsku vladu i španjolsku republikansku vladu. Grad je razoren, iako su sačuvani Biskajska skupština i Hrast Gernike. Pablo Picasso je svoju Gernika u veličini murala kako bi obilježio užase bombardovanja.
U svom konačnom obliku, Guernica je ogroman crno-bijeli, tri i pol metra visok i 7,8 metara širok mural naslikan uljanim bojama. On predstavlja scenu smrti, nasilja, brutalnost, patnje i bespomoćnosti bez prikazivanja njihovih direktnih uzroka. Odabir slikanja u crnoj i bijeloj boji u kontrastu je s intenzitetom prikazane scene i priziva neposrednost fotografije u novinama.
Picasso je stvorio sliku u veličini murala pod nazivom Guernica. Ona je prvi put izložena u Parizu 1937. godine, a potom u Skandinaviji, Londonu 1938. godine i konačno je 1939. na Picassov zahtjev poslana u Sjedinjene Države u proširenom zajmu (za čuvanje) u Muzeju moderne umjetnosti u New Yorku. Ta je slika izlagana u muzejima u čitavim Sjedinjenim Državama, dok konačno nije vraćena u Muzej u New Yorku, gdje je izlagana gotovo trideset godina. Na kraju je poslana u Španjolsku 1981. godine, u skladu s Picassovom željom da ju pokloni narodima Španjolske.
Tijekom Velike ekonomske krize 1930-ih, kroz godine Drugog svjetskog rata, karakteristika američke umjetnosti bili su društveni realizam i američko scensko slikarstvo (kao što se može vidjeti gore) u djelima Granta Wooda, Edwarda Hoppera, Bena Shahna, Thomasa Harta Bentona i nekolicine drugih. Nighthawks (1942) je slika Edwarda Hoppera koja prikazuje ljude koji sjede u kafiću u centru grada kasno uvečer. To nije samo Hopperova najpoznatija slika već je i jedna od najprepoznatljivijih u američkoj umjetnosti. Trenutno je u zbirci Instituta za umjetnost u Chicagu. Scena je nadahnuta kafićem (kasnije srušenom) u Greenwich Villageu, Hopperovom rodnom susjedstvu u Manhattanu. Hopper ju je počeo slikati odmah nakon napada na Pearl Harbor. Nakon tog događaja postojao je jak osjećaj sumornosti u čitavoj državi, osjećaj koji je prikazan u toj slici. Gradska ulica prazna je izvan kafića, a unutra ni jedna od tri osobe ne gledaju jedna u drugu niti vode razgovor, nego su umjesto toga izgubljeni u svojim mislima. Taj prikaz modernog gradskog života kao praznog ili usamljenog česta je tema u Hopperovim djelima.
Američka gotika je slika Granta Wooda iz 1930. godine. Prikazujući poljoprivrednika s vilama i mlađu ženu ispred kuće u stilu stolarske gotike, jedna je od najpoznatijih slika u američkoj umjetnosti 20. st.a. Kritičari umjetnosti imali su povoljna mišljenja o toj slici, kao Gertrude Stein i Christopher Morley, pretpostavili su da je slika predstavljala satiru ruralnog života u malim gradovima. Stoga se smatrala dijelom trenda prema sve kritičnijim prikazima ruralne Amerike, duž linije djela Sherwooda Andersona (1919 Winesburg, Ohio), Sinclaira Lewisa (Main Street iz 1920. godine) i Carla Van Vechtena (The Tattooed Countess) u književnosti. Međutim, s početkom Velike ekonomske krize, ta se slika počela promatrati kao prikaz postojanog američkog pionirskog duha.

#### Apstraktni ekspresionizam
1940-e u New Yorku nagovijestile su trijumf američkog apstraktnog ekspresionizma, modernističkog pokreta koji je kombinirao pouke naučene od Henrija Matissea, Pabla Picassa, nadrealizma, Joana Miroa, kubizma, fovizma i ranog modernizma uz pomoć sjajnih učitelja u Americi, kao što su Hans Hofmann i John D. Graham. Američki umjetnici imali su koristi od prisustva Pieta Mondriana, Ferdinanda Legera, Maxa Ernsta i skupine Andrea Bretona, galerije Pierrea Matissea, galerije Umjetnost ovog st.a Peggy Guggenheim, kao i drugih faktora.
Američko slikarstvo poslije Drugog svjetskog rata, zvano apstraktni ekspresionizam, stvarano je od strane umjetnika kao što su Jackson Pollock, Willem de Kooning, Arshile Gorky, Mark Rothko, Hans Hofmann, Clyfford Still, Franz Kline, Adolph Gottlieb, Barnett Newman, Mark Tobey, James Brooks, Philip Guston, Robert Motherwell, Conrad Marca-Relli, Jack Tworkov, Esteban Vicente, William Baziotes, Richard Pousette-Dart, Ad Reinhardt, Hedda Sterne, Jimmy Ernst, Bradley Walker Tomlin i Theodoros Stamos, među ostalima. Američkom apstraktnom ekspresionizmu taj je naziv 1946. dao kritičar umjetnosti Robert Coates. Smatra se da je on kombinirao emocionalni intenzitet i samoodricanje njemačkih ekspresionista s antifigurativnom estetikom europskih apstraktnih škola, kao što su futurizam, Bauhaus i sintetički kubizam. Apstraktni ekspresionizam, akcijsko slikarstvo i slikarstvo polja boje sinonimni su s Njujorškom školom.
Tehnički, nadrealizam je bio važan prethodnik apstraktnog ekspresionizma, sa svojim naglaskom na spontano, automatsko ili podsvjesno stvaralaštvo. Sipanje boje na platno na podu kod Jacksona Pollocka tehnika je koja vuče porijeklo u djelima Andrea Massona. Još jedna važna rana manifestacija onoga što je postalo apstraktni ekspresionizam su djela umjetnika Marka Tobeya s američkog sjeverozapada, naročito u pogledu njegovih platna s "bijelim pisanjem", koja, iako generalno nisu bila velika, anticipiraju "potpuni" izgld Pollockovih slika sa sipanjem.
Uz to, apstraktni ekspresionizam ima sliku buntovnog, anarhističkog, visoko idiosinkratskog i, prema nekima, prilično nihilističkog. U praksi, taj pojam primjenjuje se za razne umjetnike koji (pretežno) rade u New Yorku koji su imali poprilično različite stilove, a čak se primjenjivao i za djela koja nisu naročito apstraktna ili ekspresionistička. Pollockovo energično "akcijsko slikarstvo", sa svojim "užurbanim" izgledom, drukčije je i tehnički i estetički u odnosu na grubu i grotesknu seriju Žene Williama de Kooninga. Kao što se može vidjeti u galeriji gore, Žena V jedna je u seriji od šest slika koje je De Kooning napravio između 1950. i 1953. koje prikazuju žensku figuru tri četvrtine dužine. Počeo je prvu od tih slika, Ženu I zbirka: Muzej moderne umjetnosti, New York, u lipnju 1950. godine, iznova mijenjajući i preslikavajući sliku do siječnja ili veljače 1952. godine, kada ju je ostavio nedovršenu. Historičar umjetnosti, Meyer Schapiro, kasnije je vidio tu sliku u De Kooningovom studiju i potaknuo ga da ustraje. De Kooningov odgovor bio je da započne tri druge slike s istom temom; Žena II zbirka: Muzej moderne umjetnosti, New York, Žena III, Muzej savremene umjetnosti u Teheranu, Žena IV, Muzej umjetnosti Nelson-Atkins, Kansas City, Missouri. Tijekom ljeta 1952. godine, koje je proveo u East Hamptonu, De Kooning je dodatno istražio tu temu crtežima i pastelama. Moguće je da je završio rad na Ženi I do kraja lipnja ili možda tek u studenom 1952. godine, a tri druge žene slika vjerojatno su završene u otprilike isto vrijeme. Serija Žena odlučno su figurativne slike. Još jedan važan umjetnik je Franz Kline, kako je pokazala njegova slika High Street iz 1950. (vidjeti galeriju) koji je, kao i u slučaju Jacksona Pollocka i drugih slikara apstraktnog ekspresionizma, etiketiran kao "akcijski slikar zbog svog naizgled spontanog i intenzivnog stila, fokusirajući se manje ili uopće ne na likove i slikovito izlaganje, već na same poteze četkom i upotrebu platna.
Clyfford Still, Barnett Newman, (vidjeti gore), Adolph Gottlieb i spokojno svjetlucavi blokovi boje u djelima Marka Rothka (koja nisu ono što bi se inače nazivalo ekspresionističkim i što je Rothko odbijao nazvati apstraktnim) klasificiraju se kao apstraktni ekspresionisti, iako iz onoga što je Clement Greenberg nazvao pokretom polja boje u apstraktnom ekspresionizmu. I Hans Hofmann (vidjeti galeriju) i Robert Motherwell (galerija) mogu se lako opisati kao praktičari akcijskog slikarstva i slikarstva polja boje.
Apstraktni ekspresionizam ima mnoge stilske sličnosti s ruskim umjetnicima ranog 20. st.a, kao što su Vasilij Kandinski. Iako je istina da je spontanost ili utisak spontanosti karakterizirao mnoga djela apstraktnih ekspresionista, većina tih slika zahtijevala su pažljivo planiranje, što je bilo naročito neophodno zbog njihove glomaznosti. Jedan izuzetak su Pollockove slike s nakapanim bojama.
Zašto je taj stil prihvaćen od strane većine tijekom 1950-ih predmet je rasprave. Američki društveni realizam bio je općeprihvaćen tijekom 1930-ih. Bio je pod utjecajem ne samo Velike ekonomske krize već i socijalističkih realista iz Meksika, kao što su bili David Alfaro Siqueiros i Diego Rivera. Politička klima nakon Drugog svjetskog rata nije dugo tolerirala društvene proteste tih slikara. Apstraktni ekspresionizam pojavio se tijekom Drugog svjetskog rata i počeo se izlagati tijekom ranih 1940-ih u galerijama u New Yorku, kao što je Galerija Umjetnost ovog st.a. Između kasnih 1940-ih i sredine 1950-ih nastupila je era makartizma. To je bio razdoblje poslije Drugog svjetskog rata i vrijeme političkog konzervatizma i izuzetne umjetničke cenzure u Sjedinjenim Državama. Neki su pretpostavili da je, jer je tema često bila sasvim apstraktna, apstraktni ekspresionizam postao sigurna strategije za umjetnike da slijede taj stil. Apstraktna umjetnost mogla se promatrati kao apolitična. Ili, ako jest bila političke prirode, poruka je bila pretežno za insajdere. Međutim, ti teoretičari su u manjini. Kao prva zaista izvorna škola slikarstva u Americi, apstraktni ekspresionizam je prikazao vitalnost i kreativnost te države u poslijeratnim godinama, kao i njenu sposobnost (ili potrebu) da razvije estetički osjećaj koji nije bio ograničen europskim standardima ljepote.
Iako se apstraktni ekspresionizam brzo proširio Sjedinjenim Državama, glavni centri tog stila bili su New York i Kalifornija, naročito u Njujorškoj školi i Zaljevskom području San Francisca. Apstraktne ekspresionističke slike dijele određene osobine, uključujući upotrebu velikih platna, "all-over" pristup, u kojem se čitavo platno tretira s jednakim značajem (nasuprot tretiranju centra kao interesantnijeg od rubova). Platno kao arena postalo je kredo akcijskog slikarstva, dok je integritet ravni platna postao kredo slikarstva polja boje. Mnogi drugi umjetnici počeli su izlagati svoje slike u vezi s apstraktnim ekspresionizmom tijekom 1950-ih, među kojima su Alfred Leslie, Sam Francis, Joan Mitchell, Helen Frankenthaler, Cy Twombly, Milton Resnick, Michael Goldberg, Norman Bluhm, Ray Parker, Nicolas Carone, Grace Hartigan, Friedel Dzubas i Robert Goodnough, među ostalima.
Tijekom 1950-ih, slikarstvo polja boje prvo se odnosilo na naročitu vrstu apstraktnog ekspresionizma, naročito nakon djela Marka Rothka, Clyfforda Stilla, Barnetta Newmana, Roberta Motherwella i Adolpha Gottlieba. U suštini je uključivao apstraktne slike s velikim, ravnim prostorima s bojom koje su izražavale čulne i vizualne osjećaje i osobine velikih područja nijansirane površine. Kritičar umjetnosti Clement Greenberg doživljavao je slikarstvo polja boje kao srodno, ali različito od akcijskog slikarstva. Generalni prostor i geštalt djela ranih slikara slikarstva polja boje govori o gotovo religijskom doživljaju, ispunjenom strahopoštovanjem pri suočavanju sa svemirom čulnosti, boje i površine. Tijekom ranih i srednjih 1960-ih slikarstvo polja boje počelo se odnositi na stilove umjetnika kao što su Jules Olitski, Kenneth Noland i Helen Frankenthaler, čija su djela u vezi s apstraktnim ekspresionizmom druge generacije i mlađim umjetnicima kao što su Larry Zox i Frank Stella, koji su se svi zajedno kretali u novom smjeru. Umjetnici kao što su Clyfford Still, Mark Rothko, Hans Hofmann, Morris Louis, Jules Olitski, Kenneth Noland, Helen Frankenthaler, Larry Zox i drugi često su upotrebljavali jako reducirane reference na prirodu i slikali su s vrlo artikuliranom i psihološkom upotrebom boje. Ti su umjetnici generalno eliminirali prepoznatljivo slikarsko izlaganje. U Mountains and Sea iz 1952. (vidjeti gore), poticajnim djelom slikarstva polja boje od strane Helen Frankenthaler, umjetnica je po prvi put koristila tehniku mrlje.
U Europi postojao je nastavak nadrealizma, kubizma, dadaizma i Matisseovih djela. Također u Europi, tašizam (europski ekvivalent apstraktnom ekspresionizmu) prevladao je u najnovijoj generaciji. Serge Poliakoff, Nicolas de Staël, Georges Mathieu, Vieira da Silva, Jean Dubuffet, Yves Klein i Pierre Soulages, među ostalima, smatraju se važnim ličnostima poslijeratnog europskog slikarstva.
Apstraktno slikarstvo u Americi na kraju je evoluiralo u pokrete kao što su neodadaizam, slikarstvo polja boje, postslikarska apstrakcija, oOp art, slikarstvo tvrdoga ruba, minimalizam, slikarstvo oblikovanog platna, lirska apstrakcija, neoekspresionizam i nastavak apstraktnog ekspresionizma. Kao odgovor na težnju prema apstraktnom slikarskom izlaganju pojavili su se razni novi pokreti, prije svega pop art.

#### Realizam, krajolik, morski krajolik, figuracija, mrtva priroda, gradski krajolik
- George Bellows, 1924, američki realizam
- Edward Hopper, 1934, gradski pejzaž
- Edward Hopper, Noćne ptice (1942) gradski krajolik

Tijekom 1930-ih i kroz 1960-e, kako je apstraktno slikarstvo u Americi i Europi evoluiralo u pokrete kao što su apstraktni ekspresionizam, slikarstvo polja boje, postslikarska apstrakcija, op art, slikarstvo tvrdoga ruba, minimalistička umjetnost, slikarstvo na oblikovanom platnu i lirska apstrakcija. Drugi umjetnici reagirali su kao odgovor na sklonost prema apstrakciji dozvolivši slikovitom izlaganju da bude nastavljeno kroz razne nove kontekste poput figurativnog pokreta zalivske oblasti tijekom 1950-ih i novih oblika ekspresionizma od 1940-ih kroz 1960-e. U Italiji u to vrijeme Giorgio Morandi je prednjačio u slikanju mrtve prirode, istraživši raznovrsne pristupe prikazivanju običnih boca i kuhinjskog posuđa. Tijekom 20. st.a mnogi slikari prakticirali su realizam i koristili izražajno slikovito izlaganje; među onima koji su se bavili slikanjem krajolika i figurativnim slikarstvom sa suvremenim predmetima, solidnom tehnikom i jedinstvenom izražajnošću bili su Milton Avery, John D. Graham, Fairfield Porter, Edward Hopper, Andrew Wyeth, Balthus, Francis Bacon, Frank Auerbach, Lucian Freud, Leon Kossoff, Philip Pearlstein, Willem de Kooning, Arshile Gorky, Grace Hartigan, Robert De Niro Stariji, Elaine de Kooning i drugi, zajedno s Henrijem Matisseom, Pablom Picassom, Pierreom Bonnardom, Georgesom Braquom i drugom majstorima 20. st.a.
Gorkijev potrer Willema de Kooniga (gore) primjer je evolucije apstraktnog ekspresionizma iz konteksta figurativnog slikarstva, kubizma i nadrealizma. Zajedno sa svojim prijateljima de Kooningom i John D. Grahamom, Gorky je stvorio biomorfološki oblikovane i apstraktno figurativne sastave koji su do 1940-ih evoluirali u potpuno apstraktne slike. Gorkyjev rad čini se kao pažljiva analiza sjećanja, emocija i oblika, koristeći linije i boje u svrhu izražavanja osjećaja i prirode.
Studija prema Velázquezovom portretu pape Inocenta X, 1953 (vidjeti gore) je slika irskog umjetnika Francis Bacon i primjer je europskog ekspresionizma u razdoblju poslije Drugog svjetskog rata. To djelo je iskrivljena verzija portreta Inocenta X kojeg je naslikao španjolski umjetnik Diego Velázquez 1650. godine. Ono jedno u nizu varijanti Velázquezove slike koje je Bacon izveo tijekom 1950-ih i ranih 1960-ih - sve skupa 45 djela. Kada su ga upitali zašto se osjećao potaknut da se vraća istom predmetu tako često, Bacon je odgovorio da nije imao ništa protiv papa, već da je samo "želio imati izliku da koristi te boje, a ne možeš dati normalnoj odjeći tu ljubičastu boju bez zalaženja u neku vrstu lažno fovističkog manira." Papa u toj verziji ključa bijesom i agresivnošću, a tamne boje daju slici groteskan i košmaran izgled. Naborane zavjese u pozadini prozirne su i čini se kao da padaju kroz papino lice. Figurativni rad Francisa Bacona, Fride Kahlo, Edwarda Hoppera, Luciana Freuda Andrewa Wyetha i drugih služio je kao alternativa apstraktnom ekspresionizmu. Jedna od najpoznatijih slika u američkoj umjetnosti 20. st.a je Wyethova slika Christinin svijet, trenutno u zbirci Muzeja moderne umjetnosti u New Yorku. Na njoj je prikazana žena koja leži na tlu u pretežno žutosmeđem polju bez drveća, pogleda uperenog prema gore i puzeći prema sivoj kući na horizontu; štala i razne druge malene sporedne zgrade u blizini su kuće. To djelo naslikano temperama u realističkom stilu, gotovo je ust. izloženo u Muzeju moderne umjetnosti u New Yorku.
Nakon Drugog svjetskog rata pojam Pariška škola često se odnosio na tašizam, europsku ekvivalentu američkog apstraktnog ekspresionizma i ti umjetnici također su povezani s pokretom Cobra. Važni zagovornici bili su Jean Dubuffet, Pierre Soulages, Nicolas de Staël, Hans Hartung, Serge Poliakoff i Georges Mathieu, među nekolicinom ostalih. Tijekom ranih 1950-ih, Dubuffet (koji je ust. bio figurativni umjetnik) i de Staël napustili su apstrakciju i vratili se slikovitom izlaganju figuracijom i krajolikom. De Staëlov rad ubrzo je priznat u poslijeratnom umjetničkom svijetu i on je postao jedan od najutjecajnijih umjetnika 1950-ih. Njegov povratak predstavljanju (morski krajolici, fudbaleri, džez muzičari, galebovi) tijekom ranih 1950-ih može se promatrati kao utjecajan presedan za američki figurativni pokret zalivske oblasti, jer su mnogi apstraktni slikari poput Richarda Diebenkorna, Davida Parka, Elmera Bischoffa, Waynea Thiebauda, Nathana Oliviere, Joan Brown i drugih napravili sličan korak vrativši se slikovitom izlaganju sredinom 1950-ih. Daleko De Staëlovih kasnih djela – naročito njegovi apstraktni krajolici naslikani istanjenim i razrijeđenim uljanim bojama na platnu iz sredine 1950-ih predstavlja anticipira slikarstvo polja boje i lirsku apstrakciju 1960-ih i 70-ih. De Staëlova odvažna i intenzivno živopisna boja u njegovim posljednjim slikama anticipira dosta savremenog slikarstva koje je došlo poslije njega, uključujući pop-art 1960-ih. Milton Avery je također svojom upotrebom boje i svojim zanimanjem za morske i obične krajolike povezao sa slikarstvom obojenog polja aspekt apstraktnog ekspresionizma kako su ga ispoljili Adolph Gottlieb i Mark Rothko, kao i pouke koje su američki slikari izvukli iz djela Henrija Matissea.

#### Pop-art
Pop-art u Americi u velikoj je mjeri isprva bio nadahnut djelima Jaspera Johnsa, Larryja Riversa i Roberta Rauschenberga, iako su slike Geralda Murphyja, Stuarta Davisa i Charlesa Demutha tijekom 1920-ih i 1930-ih stvorile osnovu za pop-art u Americi.
Robert Rauschenberg i Jasper Johns su sredinom 50-ih u New Yorku stvorili umjetnička djela koja su se isprva činila nastavcima apstraktnog ekspresionističkog slikarstva. Njihova su djela, kao i djela Larryja Riversa, zapravo predstavljala radikalno napuštanje apstraktnog ekspresionizma, naročito upotrebom doslovnih slika i uključivanjem i kombiniranjem materijala iz svakodnevice u svoja djela. Inovacije Johnsove specifične upotrebe raznih slika i predmeta poput stolica, brojeva, meta, limenki piva i američke zastave; Riversove slike nacrtanih subjekata iz popularne kulture, kao što su George Washington dok je prelazio Delaware i njegova uključenja slika iz reklama, poput deve cigareta Camel i Rauschenbergove iznenađujuće konstrukcije uključivanjem predmeta i slika uzetih iz popularne kulture, željezarija, smetlišta, s gradskih ulica i taksidermije urodile su radikalnim novim pokretom u američkoj umjetnosti. Taj je pokret to 1963. postao poznat kao pop-art.
Najbolji predstavnici pop-arta su umjetnici: Andy Warhol, Claes Oldenburg, Wayne Thiebaud, James Rosenquist, Jim Dine, Tom Wesselmann i Roy Lichtenstein među ostalima. Lichtenstein je rabio uljane i Magna boje u svojim najpoznatijim djelima, kao što je Djevojka koja se utapa (1963), koja je preuzeta iz vodeće priče DC Comicsa Secret Hearts #83. (Djevojka koja se utapa sada je u zbirci Muzeja moderne umjetnosti u New Yorku.) Također ima debele granične linije, jake boje i Ben-Day tačke u svrhu predstavljanja pojedinih boja, kao da je stvorena fotografskom reprodukcijom. Lichtenstein bi za svoje djelo rekao: Apstraktni ekspresionisti "stavljali su stvari na platno i odgovarali na ono što su uradili, na pozicije boja i veličine. Moj stil izgleda sasvim drukčije, ali je priroda stavljanja linija u biti ista; moje samo ne izgledaju kaligrafski, kao Pollockove ili Klineove." Pop-art sjedinjuje popularnu i masovnu kulturu s lijepom umjetnošću, uz to ubacujući humor, ironiju i prepoznatljive likove i sadržaj u mješavinu. Galerija Sidney Janis u oktobru je 1962. izložila Nove realiste (en. The New Realists), što je bila prva velika pop-art grupna izložba u galeriji u gornjem dijelu New Yorka. Sidney Janis je izložio radove u izlogu prodavnice u 57th Street, blizu svoje galerije u 15 E. 57th Street. Ta izložba stvorila je potres u Njujorškoj školi koji je odjeknuo svijetom. Ranije u jesen 1962. historijski važna i revolucionarna izložba pop-arta, Novo slikanje običnih predmeta (en. New Painting of Common Objects), čiji je kurator bio Walter Hopps u Muzeju umjetnosti u Pasadeni, uzdrmala je čitav zapad Sjedinjenih Država. Konzerve Campbellove supe (ponekada zvana 32 konzerve Campbellove supe) naslov je umjetničkog djela Andyja Warhola (vidjeti galeriju) koje je stvoreno 1962. godine. Sastoji se od trideset dva platna, od kojih je svako dimenzija 20 inča visine x 16 inča širine (50,8 x 40,6 cm) i svako se sastoji od slike konzerve Campbellove juhe — jedna od svake varijante supe u konzervi koju je ta firma nudila u to vrijeme. Pojedinačne slike stvarane su polumehanizovanim procesom sitotiska, uz upotrebu neslikarskog stila. Potpomogli su uvođenje pop-arta kao velikog umjetničkog pokreta koji se oslanjao na teme iz popularne kulture. Ta djela Andyja Warhola ponavljaju se i stvorena su na neslikarski, komercijalan način.
Ranije u Engleskoj 1956. Lawrence Alloway je rabio pojam pop-art za slike koje su slavile konzumerizam vremena poslije Drugog svjetskog rata. Taj pokret odbacio je apstraktni ekspresionizam i njegov fokus na hermeneutičku i psihološku unutrašnjost zarad umjetnosti koja je prikazivala i često slavila materijalističku, konzumerističku kulturu, reklamiranje i ikonografiju vremena masovne proizvodnje. Rana djela Davida Hockneya, čije su se slike pojavile u Engleskoj tijekom 1960-ih, među njima i A Bigger Splash, (pogledati gore) i djela Richarda Hamiltona, Petera Blakea i Eduarda Paolozzija smatraju se iskonskim primjerima tog pokreta.
Za to su vrijeme, u donjem dijelu New Yorka, u East Villageu u galerijama Desete ulice umjetnici su formulirali američku verziju pop-arta. Claes Oldenburg je imao svoj izlog, a Zelena galerija u 57. ulici počela je izlagati djela Toma Wesselmanna i Jamesa Rosenquista. Kasnije je Leo Castelli izlagao druge američke umjetnike, uključujući većinu djela Andyja Warhola i Roya Lichtensteina i njegovu upotrebu Benday tačaka, tehniku koja se koristila u komercijalnoj reprodukciji i viđala u standardnim stripovima i na slikama kao što je Drowning Girl iz 1963. godine, prikazana u gornjoj galeriji. Postoji veza između radikalnih djela Duchamp i Mana Raya, buntovnih dadaista - sa smislom za humor; i pop umjetnika kao što su Alex Katz (čije se parodije na račun portretne fotografije i prigradskog života mogu vidjeti gore), Claes Oldenburg, Andy Warhol, Roy Lichtenstein i drugi.

#### Marginalna umjetnost, novi realizam, figurativni pokret zalivske oblasti, neodadaizam, fotorealizam
Tijekom 1950-ih i 1960-ih, kako je apstraktno slikarstvo u Americi i Europi evoluiralo u pokrete kao što su slikarstvo polja boje, postslikovita apstrakcija, Op art, slikarstvo tvrdoga ruba, minimalistička umjetnost, slikarstvo na oblikovanom platnu, lirska apstrakcija i nastavak apstraktnog ekspresionizma. Drugi umjetnici su kao u odgovoru reagovali na to težnjom prema apstrakciji s marginalnom umjetnošću, kao što se može vidjeti na primjeru Court les rues (Jean Dubuffet, 1962), Fluxusom, neodadaizmom, novim realizmom, fotorealizmom, dopustivši ponovnu pojavu slikovitog izlaganja putem raznih novih konteksta kao što su Pop art, figurativni pokret zalivske oblasti (izvrstan primjer je Diebenkornov Cityscape I,(Landscape No. 1), 1963, ulje na platnu, 60 ¼ x 50 ½ inča, zbirka: Muzej moderne umjetnosti u San Franciscu) i kasnije tijekom 1970-ih neoekspresionizam. Figurativni pokret zalivske oblasti, čiji su osnivači bili David Park, Elmer Bischoff, Nathan Oliveira i Richard Diebenkorn, procvjetao je tijekom 1950-ih i 1960-ih u Kaliforniji. Međutim, u 20. su st.u slikari i dalje prakticirali realizam i upotrebu slikovitog izlaganja, slikajući krajolike i figure sa suvremenim subjektima i solidnom tehnikom i jedinstvenom izražajnošću - slikari kao što su Milton Avery, Edward Hopper, Jean Dubuffet, Francis Bacon, Frank Auerbach, Lucian Freud, Philip Pearlstein i drugi. Mlađi slikari koristili su slikovito izlaganje na nove i radikalne načine. Yves Klein, Arman, Martial Raysse, Christo, Niki de Saint Phalle, David Hockney, Alex Katz, Malcolm Morley, Ralph Goings, Audrey Flack, Richard Estes, Chuck Close, Susan Rothenberg, Eric Fischl i Vija Celmins spadaju u nekolicinu istaknutih među njima između 1960-ih i 1980-ih. Fairfield Porter (vidjeti gore) bio je većinom samouk i stvarao reprezentativnu umjetnost usred pokreta apstraktnog ekspresionizma. Njegovi predmeti primarno su bili krajolici, interijeri kuća i portreti obitelji, prijatelja i drugih umjetnika, od kojih su mnogi bili povezani s Njujorškom školom pisaca, uključujući Johna Ashberryja, Franka O'Haru i Jamesa Schuylera. Mnoge njegove slike postavljene su u ili oko obiteljskog ljetnikovca na Otoku Great Spruce Head, Maine.
Osim toga tijekom 1960-ih i 1970-ih postojala je reakcija protiv slikanja. Kritičari poput Douglasa Crimpa promatrali su djela umjetnika kao što je Ad Reinhardt i obznanili "smrt slikarstva". Umjetnici su počeli prakticirati nove načine stvaranja umjetnosti. Novi pokreti dobili su na istaknutosti, među kojima su: Fluxus, Happening, video umjetnost, umjetnička instalacija, Mail art, situacionisti, konceptualna umjetnost, postminimalizam, Land art, Arte Povera, performans i Body Art, između ostalih.
Neodadaizam je također pokret koji je započeo 1950-ih i 1960-ih i bio povezan s apstraktnim ekspresionizmom samo putem slikovitog izlaganja. Prikazujući pojavu kombiniranih manufakturiranih predmeta, s umjetničkim materijalima, udaljavanje od prethodnih konvencija u slikanju, taj trend u umjetnosti predstavljen je djelima Jaspera Johnsa i Roberta Rauschenberga, čiji su "kombajni" iz 1950-ih bili preteče Pop-arta i umjetničke instalacije i upotrebljavali montažu velikih fizičkih predmeta, uključujući plišane životinje, ptice i komercijalnu fotografiju. Robert Rauschenberg, (vidjeti kombajn bez naslova, 1963, gore), Jasper Johns, Larry Rivers, John Chamberlain, Claes Oldenburg, George Segal, Jim Dine i Edward Kienholz, među ostalima, bili su važni pioniri i apstrakcije i pop-arta, izmišljajući nove konvencije stvaranja umjetnosti; učinili su prihvatljivim u ozbiljnim krugovima savremene umjetnosti radikalno uključenje neočekivanih materijala kao dijelova svojih umjetničkih djela.

#### Geometrijska apstrakcija, Op art, slikarstvo tvrdoga ruba, slikarstvo polja boje, minimalistička umjetnost, novi realizam
Tijekom 1960-ih i 1970-ih, apstraktno slikarstvo nastavilo se razvijati u Americi u raznim stilovima. Geometrijska apstrakcija, Op art, slikarstvo tvrdoga ruba, slikarstvo polja boje i minimalističko slikarstvo bili su neki od međusobno isprepletenih smjerova za napredno apstraktno slikarstvo, kao i neki drugi novi pokreti. Morris Louis (vidjeti galeriju) bio je važan pionir u naprednom slikarstvu polja boje, a njegov rad može poslužiti kao most između apstraktnog ekspresionizma, slikarstva polja boje i minimalizma. Dva utjecajna učitelja, Josef Albers i Hans Hofmann, uveli su novu generaciju američkih umjetnika u svoje napredne teorije o boji i prostoru. Josef Albers se najviše pamti po svom radu kao slikara i teoretičara geometrijske apstrakcije. Najpoznatije od svih su stotine slika i tisaka koji sačinjavaju seriju Odavanje počasti kvadratu (eng. Homage to the Square, vidjeti galeriju). U toj rigoroznoj seriji, započetoj 1949. godine, Albers je istraživao kromatske interakcije s kvadratima u čistim bojama raspoređenim koncentrično na platnu. Albersove teorije o umjetnosti i obrazovanju bile su formativne za iduću generaciju umjetnika. Njegove vlastite slike formiraju temelj i slikarstva tvrdoga ruba i Op arta.
Josef Albers, Hans Hofmann, Ilya Bolotowsky, Burgoyne Diller, Victor Vasarely, Bridget Riley, Richard Anuszkiewicz, Frank Stella, Morris Louis, Kenneth Noland, Ellsworth Kelly, John McLaughlin, Barnett Newman, Larry Poons, Ronald Davis, John Hoyland, Larry Zox, Al Held, Mino Argento umjetnici su usko vezani za geometrijsku apstrakciju, Op art, slikarstvo polja boje, a u slučaju Hofmanna i Newmana i apstraktni ekspresionizam. Agnes Martin, Robert Mangold (vidjeti gore), Brice Marden, Jo Baer, Robert Ryman, Richard Tuttle, Neil Williams, David Novros, Paul Mogenson primjeri su umjetnika koji se vezuju za minimalizam i (izuzevši Martina, Baera i Mardena) upotrebom oblikovanog platna, također u razdoblju koji je započeo u ranim 1960-ima. Mnogi slikari geometrijske apstraktne umjetnosti, minimalisti i slikari tvrdoga ruba odabrali su upotrebu rubova slike u svrhu definiranja oblika slike, umjesto prihvaćanja pravokutnog formata. Zapravo, upotreba oblikovanog platna primarno se asocira sa slikama iz 1960-ih i 1970-ih koje su bile hladno apstraktne, formalističke, geometrijske, objektivne, racionalističke, čistih linija, drsko oštroga ruba ili minimalističkog karaktera. Galerija Bykert i Galerija Park Place bile su važni izlozi minimalističkog i slikarstva na oblikovanom platnu u New Yorku tijekom 1960-ih.
U Muzeju moderne umjetnosti u New Yorku je 1965. održana izložba pod nazivom Odgovorno oko, čiji je kurator bio William C. Seitz. Izložena djela bila su širokog raspona, obuhvaćajući minimalizam Franka Stelle, Op art Larryja Poonsa, djela Alexandera Libermana, zajedno s majstorima pokreta Op art: Victorom Vasarelyjem, Richardom Anuszkiewiczem, Bridget Riley i drugima. Ta izložba fokusirala se na perceptivne aspekte umjetnosti, koji rezultiraju i iz iluzije pokreta i interakcije veza boja. Op art, također poznat kao optička umjetnost, je stil prisutan u nekim slikama i drugim umjetničkim djelima koja upotrebljavaju optičke iluzije. Op art je također u bliskoj vezi s geometrijskom apstrakcijom i slikarstvom tvrdoga ruba, iako se za njega ponekada koristi izraz perceptivna apstrakcija.
Op art način je slikanja koji se bavi interakcijom između iluzije i slikarske ravni, između razumijevanja i viđenja. Djela Op arta su apstraktna i brojna od poznatijih naslikana su samo u crnoj i bijeloj boji. Kada ih promatrač gleda, on dobiva utisak pokreta, skrivenih slika, treperenja i vibracije, uzoraka ili alternativno, bubrenja ili savijanja.

#### Oblikovano platno, Washingtonska škola boje, apstraktni iluzionizam, lirska apstrakcija
Slikarstvo polja boje jasno je pokazivalo prema novom smjeru u američkom slikarstvu, dalje od apstraktnog ekspresionizma. Slikarstvo polja boje vezano je za postslikarsku apstrakciju, suprematizam, apstraktni ekspresionizam, slikarstvo tvrdoga ruba i lirsku apstrakciju.
Slikarstvo polja boje trudilo se izbaciti suvišnu retoriku iz umjetnosti. Umjetnici kao što su Clyfford Still, Mark Rothko, Hans Hofmann, Morris Louis, Jules Olitski, Kenneth Noland, Helen Frankenthaler, Larry Zox i drugi često su koristili jako reducirane reference na prirodu i slikali su s vrlo jasno izraženom i psihološkom upotrebom boje. Ti umjetnici generalno su eliminirali prepoznatljivo slikarsko izlaganje. Neki umjetnici upućivali su na prošlu ili savremenu umjetnost, ali slikarstvo polja boje generalno predstavlja apstrakciju kao cilj sam po sebi. Slijedeći taj smjer moderne umjetnosti, umjetnici su htjeli predstaviti svako djelo kao jednu ujedinjenu, kohezivnu, monolitsku sliku. Gene Davis, zajedno s Kennethom Nolandom, Morrisom Louisom i nekolicinom drugih bio je član Washingtonske škole boje, čiji su slikari počeli stvarati slike polja boje u Washingtonu, D.C. tijekom 1950-ih i 1960-ih, Black, Grey, Beat (vidjeti gore) je velika vertikalna slika s prugama i tipična za rad Genea Davisa.
Frank Stella, Kenneth Noland, Ellsworth Kelly, Barnett Newman, Ronald Davis, Neil Williams, Robert Mangold, Charles Hinman, Richard Tuttle, David Novros i Al Loving primjeri su povezani s upotrebom oblikovanog platna za vrijeme razdoblja koji je počeo ranih 1960-ih. Mnogi slikari geometrijske apstrakcije, minimalisti i slikari tvrdoga ruba odabrali su upotrebu rubova slike kako bi definirali oblik slike umjesto prihvaćanja pravokutnog formata. Zapravo, upotreba oblikovanog platna prije svega se povezuje sa slikama iz 1960-ih i 1970-ih koje su hladno apstraktne, formalističke, geometrijske, objektivne, racionalističke, čistih linija, drsko oštrih rubova ili minimalističkog karaktera.
Od 1960. Frank Stella je stvarao slike aluminijskom i bakarnom bojom i to su njegova prva djela koja je slikao na oblikovanim platnima (platnima oblika koji nije tradicionalni pravougaonik ili kvadrat), često u obliku slova L, N, U ili T. Ona su se kasnije razvila u složenije dizajne, na primjer u seriji Nepravilni poligon (eng. Irregular Polygon (67)). Također za vrijeme 1960-ih, Stella je počeo koristiti širi raspon boja, obično raspoređen u pravim ili zakrivljenim linijama. Kasnije je počeo svoju Seriju uglomjera (eng. Protractor Series (71)), u kojoj su lukovi, ponekada preklapajući, unutar granica kvadrata raspoređeni jedan do drugog, dajući pune i polukrugove naslikane u prstenovima koncentrične boje. Harran II iz 1967. godine primjer je iz Serije uglomjera (prikazan gore). Te slike nazvane su po kružnim gradovima koje je on posjetio na Bliskom Istoku ranije za vrijeme 1960-ih. Platna iz serija Nepravilni poligon i Ulomjer dodatno su proširila koncept oblikovanog platna.
Galerije Andre Emmerich, Leo Castelli, Richard Feigen i Galerija Park Place bile su važna mjesta izlaganja djela slikarstva polja boje, oblikovanog platna i lirske apstrakcije u New Yorku tijekom 1960-ih. Postoji veza s postslikarskom apstrakcijom, koja je reagirala protiv misticizma, hipersubjektivnosti i naglaska na činjenju samog čina slikanja dramatički vidljivim u apstraktnom ekspresionizmu – kao i svečanog prihvaćanja ravnog pravokutnika kao gotovo ritualnog preduvjeta za ozbiljno slikanje. Tijekom 1960-ih slikarstvo polja boje i minimalizam često su bili usko povezani. Oba pokreta su do ranih 1970-ih postala odlučno raznolika.
Još jedan povezan pokret iz kasnih 1960-ih, lirska apstrakcija (izraz kojeg je stvorio Larry Aldrich, osnivač Muzeja suvremene umjetnosti Aldrich, Ridgefield Connecticut), obuhvaćao je ono što je Aldrich rekao da je vidio u studijima mnogih umjetnika tog vremena. Također je naziv izložbe koja je počela u Muzeju Aldrich i prešla put do Muzeja američke umjetnosti Whitney i drugih muzeja u Sjedinjenim Državama između 1969. i 1971. godine.
Lirska apstrakcija u kasnim 1960-im, karakterizirana slikama Dana Christensena, Ronnieja Landfielda, Petera Younga i drugih i zajedno s pokretom Fluxus i postminimalizmom (izrazom kojeg je prvi upotrijebio Robert Pincus-Witten na stranicama Artforuma 1969. godine) pokušavala je proširiti granice apstraktnog slikarstva i minimalizma fokusiranjem na proces, nove materijale i nove načine izražavanja. Postminimalizam, koji je često uključivao industrijske materijale, sirovine, prerađevine, pronađene predmete, uređaje, serijsko ponavljanje i često reference na dadaizam i nadrealizam, najbolje je predstavljen skulpturama Eve Hesse. Lirska apstrakcija, konceptualna umjetnost, Postminimalizam, Land art, videoumjetnost, performans, umjetnička instalacija, zajedno s nastavljanjem Fluxusa, apstraktnog ekspresionizma, slikarstva polja boje, slikarstva tvrdoga ruba, minimalizma, Op art-a, Pop art-a, fotorealizma i novog realizma proširili su granice suvremene umjetnosti sredinom 1960-ih i tijekom 1970-ih. Lirska apstrakcija tip je slobodnog apstraktnog slikarstva koji se pojavio sredinom 1960-ih, kada su se apstraktni slikari vratili raznim oblicima slikarskog, umjetničkog ekspresionizma, s prevladavajućim fokusom na proces, geštalt i ponavljajuće kompozicijske strategije generalno.
Lirska apstrakcija dijeli sličnosti sa slikarstvom polja boje i apstraktnim ekspresionizmom, naročito u slobodnoj upotrebi boje – u teksturi i površini. Direktno crtanje, kaligrafska upotreba linije, efekti četkane, prsnute, uflekane, oprane, sipane i poprskane boje naizgled podsjećaju na efekte koji se mogu naći u apstraktnom ekspresionizmu i slikarstvu polja boje. Međutim, stilovi su primjerno različiti. Ono što ga odvaja od apstraktnog ekspresionizma i akcijskog slikanja 1940-ih i 1950-ih je pristup kompoziciji i drami. Kao što se može vidjeti u akcijskom slikanju, postoji naglasak na potezima četkom, visokoj kompozicijskoj drami, dinamičkoj sastavnoj napetosti. Dok u lirskoj apstrakciji poput one na slici Vrt užitaka (eng. Garden of Delight, gore) Ronnieja Landfielda iz 1971. godine, postoji osjećaj kompozicijske nasumičnosti, cijelog sastava, nedetaljne i opuštene kompozicijske drame i naglaska na procesu, ponavljanju i generalnoj osjećajnosti.

#### Apstraktni iluzionizam, monohromatizam, minimalizam, postminimalizam
Jedan od prvih umjetnika koji se asociraju s minimalizam bio je slikar Frank Stella, čije su rane slike "pruga" prikazane na izložbi "16 Amerikanaca" iz 1959. godine, koju je organizirala Dorothy Miller u Muzeju moderne umjetnosti u New Yorku. Širina pruga na slikama s prugama Franka Stellasa određene su dimenzijama drveta, vidljive kao dubina slike kada se promatra sa strane, korištene za izgradnju postolja za podržavanje na kojem se platno razapinjalo. Odluke o strukturama na prednjoj površini platna prema tome nisu bile sasvim subjektivne, već predodrećene "datom" osobinom fizičke građe podrške. U katalogu izložbe, primijetio je Carl Andre, "Umjetnost isključuje nepotrebno. Frank Stella smatra neophodnim slikati pruge. Nema ništa drugo na njegovoj slici." Ta reduktivna djela bila su u jakom kontrastu s onima ispunjenim energijom i naizgled vrlo subjektivnim i emocionalno nabijenim slikama Willema de Kooninga ili Franza Klinea i, u pogledu presedana u prethodnoj generaciji apstraktnih ekspresionista, naginjala su manje gestualnim, često tmurnim slikama kolorističkih polja Barnetta Newmana i Marka Rothka.
Iako je Stella odmah dobio pažnju od izložbe u tom muzeju, umjetnici poput Larryja Poonsa, čiji je rad imao veze s op umjetnošću sa svojim naglaskom na tačke, ovale i utiske koji su odskakivali na poljima s bojom, Kennetha Nolanda, Ralpha Humphreya, Roberta Motherwella i Roberta Rymana počeli su istraživati pruge, monohromatske formate i formate tvrdoga ruba od kasnih 1950-ih i 1960-ih.
Zbog težnje u minimalizmu ka isključivanju slikarskog, iluzionističkog i fiktivnog u korist doslovnog, (kako je pokazao Robert Mangold, koji je razumio koncept oblika platna i njegove veze s predmetnošću) – postojao je pokret udaljen od slikarskih i usmjeren na skulpturalna pitanja. Donald Judd je počeo kao slikar i završio kao stvaratelj predmeta. Njegov prvobitni esej, "Specifični predmeti" (objavljen u Godišnjaku umjetnosti 8, 1965), bio je mjera dokazivanja validnosti teorije za formiranje minimalističke estetike. U tom eseju, Judd je pronašao početnu tačku za novi teritorij za američku umjetnost i istovremeno odbacivanje preostalih naslijeđenih europskih umjetničkih vrijednosti. Ukazao je na dokaze tog razvoja u djelima niza umjetnika aktivnih u New Yorku u to vrijeme, među kojima su Jasper Johns, Dan Flavin i Lee Bontecou. Od "preliminarne" važnosti za Judda bilo je djelo Georgea Earla Ortmana , koji je konkretizirao i destilirao forme slike u tupe, grube, filozofski nabijene geometrije. Ti Specifični predmeti zauzimali su prostor koji se tada nije mogao udobno smjestiti definicijski kao bilo slika ili skulptura. Da je kategorički identitet takvih predmeta sam bio u pitanju i da su izbjegavali lake poveznice s otrcanim i pretjerano poznatim konvencijama, bio je dio njihove vrijednosti za Judda.
U daleko širem i generalnijem smislu, europski korijeni minimalizma zapravo bi se mogli naći u slikarima geometrijske apstrakcije u Bauhausu, u djelima Pieta Mondriana i ostalih umjetnika koji se povezuju s pokretom DeStijl, u ruskim konstruktivistima i u djelu rimskog skulptora Constantina Brâncușija. Američki slikari Larry Poons, Ronald Davis, Robert Mangold, Brice Marden i još više ekspresionistički orijentiran slikar poput Cyja Twomblyja pokazuju jasan europski utjecaj u svojoj čistoj apstrakciji, minimalističkom slikarstvu 60-ih. Poliuretanska djela Ronalda Davisa iz kasnih 1960-ih odaju počast Slomljenoj čaši (en. Broken Glass) Marcela Duchampa.
Taj pokret bio je jako kritiziran od strane kritičara i historičara visoke modernističke formalističke umjetnosti. Neki zabrinuti kritičari mislili su da je minimalistička umjetnost predstavljala nerazumijevanje moderne dijalektike slikarstva i skulpture, kako je to definirao kritičar Clement Greenberg, nedvojbeno dominantni američki kritičar slikarstva u razdoblju koji je prethodio šezdesetima. Kritiku minimalizma najviše vrijednu spomena stvorio je Michael Fried, greenberški kritičar, koji je zamjerao tom radu na osnovu njegove "teatričnosti". U Art and Objecthood (objavljena na Artforumu u junu 1967) izjavio je da se minimalističko umjetničko djelo, a naročito minimalistička skulptura, zasnivalo na angažmanu s fizikalnošću promatrača. Tvrdio je da su djela poput onih Roberta Morrisa preobrazila čin promatranja u jednu vrstu spektakla, u kojem su se vještina čina promatranja i sudjelovanje gledatelja u djelu razotkrivali. Fried je smatrao to premještanje gledateljevog doživljaja s estetskog angažmana iznutra na događaj izvan umjetničkog djela kao neuspjeh minimalističke umjetnosti. Friedov samouvjeren esej odmah je izazvan od strane umjetnika Roberta Smithsona u pismu uredniku u oktobarskom izdanju Artforuma. Smithson je izjavio sljedeće: "Čega se Fried najviše boji je svijesti o tome što on radi—budući da je i on sam, naime, teatričan."
U ostale minimalističke umjetnike spadaju: Richard Allen, Walter Darby Bannard, John Hoyland, Larry Bell, Ronald Bladen, Mel Bochner, Norman Carlberg, Erwin Hauer, Dan Flavin, Sol LeWitt, Brice Marden, Agnes Martin, Jo Baer, John McCracken, Paul Mogensen, David Novros, Ad Reinhardt, Fred Sandback, Richard Serra, Tony Smith, Robert Smithson i Anne Truitt.
Ad Reinhardt, zapravo umjetnik generacije apstraktnog ekspresionizma, ali jedan čije su reduktivne, potpuno crne slike naizgled anticipirale minimalizam, reko je sljedeće o vrijednosti reduktivnog pristupa umjetnosti:
"Što je više stvari u njemu, što je umjetničko djelo krcatije, to gore. Više je manje. Manje je više. Oko je napast jasnom vidu. Ogoljavanje sebe je bestidno. Umjetnost počinje odstranjivanjem prirode."
Tijekom 60-ih i 70-ih godina dvadesetog st. moćni i utjecajni umjetnici poput Roberta Motherwella, Adolpha Gottlieba, Phillipa Gustona, Lee Krasner, Cyja Twomblyja, Roberta Rauschenberga, Jaspera Johnsa, Richarda Diebenkorna, Josefa Albersa, Elmera Bischoffa, Agnes Martin, Ala Helda, Sama Francisa, Ellswortha Kellyja, Morrisa Louisa, Helen Frankenthaler, Genea Davisa, Franka Stella, Kennetha Nolanda, Joan Mitchell, Friedela Dzubasa, kao i mlađi umjetnici kao što su Brice Marden, Robert Mangold, Sam Gilliam, Sean Scully, Pat Steir, Elizabeth Murray, Larry Poons, Walter Darby Bannard, Larry Zox, Ronnie Landfield, Ronald Davis, Dan Christensen, Joan Snyder, Richard Tuttle, Ross Bleckner, Archie Rand, Susan Crile i deseci drugih stvorili su važne i utjecajne slike.
I druge važne inovacije u apstraktnom slikarstvu pojavile su se u 60-im i 70-im godinama, karakterizirane monohromatskim slikarstvom i slikarstvom tvrdog ruba nadahnutim od strane Ada Reinhardta, Barnetta Newmana, Miltona Resnicka i Ellswortha Kellyja. Raznoliki umjetnici poput Ala Helda, Larryja Zoxa, Franka Stelle, Larryja Poonsa, Bricea Mardena i drugih istraživali su moć pojednostavljivanja. Konvergencija slikarstva polja boje, minimalističke umjetnosti, slikarstva tvrdoga ruba, lirske apstrakcije i postminimalizma zamaglila je razliku između pokreta koji su postali jasniji u 1980-im i 1990-im. Neoekspresionistički pokret povezan je s ranijim razvojima u apstraktnom ekspresionizmu, novom dadaizmu, lirskoj apstrakciji i postminimalističkom slikarstvu.

#### Neoekspresionizam
U kasnim 1960-im, Philip Guston, slikar apstraktnog ekspresionizma, pomogao je u vođenju prelaza s apstraktnog ekspresionizma na neoekspresionizam u slikarstvu, napustivši takozvanu "čistu apstrakciju" apstraktnog ekspresionizam u korist predstavljanja raznih ličnih simbola i objekata na način sličniji crtanima. Ta djela bila su nadahnjujuća za novu generaciju slikara zainteresiranih za oživljavanje izražajnog slikovitog izlaganja. Njegova slika Slikanje, pušenje, jedenje (eng. Painting, Smoking, Eating) iz 1973. godine, prikazana u galeriji iznad, primjer je Gustonovog konačnog i zaključnog povratka predstavljanju.
U kasnim 1970-im i 1980-im, također je došlo do povratka slikarstvu, koji je počeo gotovo istovremeno u Italiji, Njemačkoj, Francuskoj i Britaniji. Ti pokreti nazivali su se transavangarda, Neue Wilde, Figuration Libre, neoekspresionizam, londonska škola, a u kasnim 80-ima i stuckisti. Njihove slike karakterizirali su veliki formati, slobodno izržajno stavljanje oznaka, figuracija, mit i mašta. Sva djela u tom žanru počela su se označavati kao neoekspresionizam. Kritičari su bili podijeljeni u svojim reakcijama. Neki su ga smatrali pokrenutim motivacijom za ostvarivanjem dobiti od strane velikih komercijalnih galerija. Taj tip umjetnosti još ust. je popularan u 21. st.u, čak i nakon sloma umjetnosti u kasnim 1980-im. Anselm Kiefer je vodeća ličnost u europskom neoekspresionizmu do 1980-ih, (vidjeti To the Unknown Painter 1983, u gornjoj galeriji) Kieferove teme proširile su se iz fokusa na ulogu Njemačke u civilizaciji na sudbinu umjetnosti i kulture općenito. Njegov rad postao je skulpturalniji i uključuje ne samo nacionalni identitet i kolektivno sjećanje, već i okultni simbolizam, teologiju i misticizam. Tema svih djela su traume koje doživljavaju čitava društva i kontinuirani preporod i obnavljanje u životu.

Tijekom kasnih 1970-ih u Sjedinjenim Državama, slikari koji su počeli raditi s ojačanim površinama i koji su se vratili slikovitom izlaganju, poput Susan Rothenberg, postali su popularni, naročito u gornjim slikama, kao što je Horse 2 iz 1979. godine. Tijekom osamdesetih, američki umjetnici poput Erica Frischla, (vidjeti Bad Boy, 1981, gore), Davida Sallea, Jean-Michela Basquiata, Juliana Schnabela i Keitha Haringa i talijanskih slikara kao što su Mimmo Paladino, Sandro Chia i Enzo Cucchi, među ostalima definirali su ideju neoekspresionizma u Americi.
Neoekspresionizam je bio stil modernog slikarstva koji je postao popularan u kasnim 1970-im i dominirao umjetničkim tržištem do sredine 1980-ih. Razvio se u Europi kao reakcija protiv konceptualne i minimalističke umjetnosti 60-ih i 70-ih. Neoekspresionisti su se vratili prikazivanju prepoznatljivih predmeta, poput ljudskog tijela (iako ponekada na gotovo apstraktan način), na grub i nasilno emocionalan način koristeći jake boje i banalne harmonije boja. Razni slikari - Philip Guston, Frank Auerbach, Leon Kossoff, Gerhard Richter, A. R. Penck i Georg Baselitz, zajedno s malo mlađim umjetnicima poput Anselma Kiefera, Erica Fischla, Susan Rothenberg, Francesca Clementa, Damiena Hirsta, Jean-Michel Basquiata, Juliana Schnabela, Keitha Haringa i mnogih drugih - postali su poznati po radu u toj intenzivnoj ekspresionističkoj liniji slikarstva.
Slikarstvo i dalje ima uglednu poziciju u savremenoj umjetnosti. Umjetnost je otvoreno polje koje više nije podijeljeno objektivno-neobjektivnom dihotomijom. Umjetnici mogu postići kritički uspjeh bez obzira na to da li su njihove slike reprezentacijske ili apstraktne. Ono što ima opticaj je sadržaj, istraživanje granica medijuma i odbijanje rekapituliranja djela prošlosti kao krajnjeg cilja.

### Suvremena umjetnost u 21. stoljeću
U 20. i 21. st.u, pojavom modernističke i postmodernističke umjetničke forme, razlike između onoga što se obično smatra lijepom umjetnošću i niskom umjetnošću počele su blijediti, jer suvremena visoka umjetnost nastavlja izazivati te koncepte miješajući se s popularnom kulturom.
Na početku 21. st.a suvremeno slikarstvo i suvremena umjetnost općenito nastavljaju se na nekoliko bliskih načina, karakteriziranih idejom pluralizma. "Kriza" u slikarstvu i trenutnoj umjetnosti i današnjoj likovnoj kritici izazvana je pluralizmom. Ne postoji koncenzus o predstavničkom stilu sadašnjeg doba, niti on mora postojati. Prevladava stav da sve prolazi; sindrom "sve se dešava", a zbog toga i "ništa se ne dešava"; to stvara estetsku gužvu u saobraćaju bez jakog i jasnog smjera, sa svakom trakom na umjetničkoj autocesti popunjenom do punog kapaciteta. Zbog toga, veličanstvena i važna umjetnička djela i dalje se stvaraju u različitim stilovima i estetskim temperamentima, a na tržištu ostaje da odredi njihovu vrijednost.
Slikarstvo tvrdoga ruba, geometrijska apstrakcija, prisvajanje, hiperrealizam, fotorealizam, ekspresionizam, minimalizam, lirska apstrakcija, pop umjetnost, op umjetnost, apstraktni ekspresionizam, slikarstvo polja boje, monohromatizam, neoekspresionizam, kolaž, dekolaž, intermedijsko slikarstvo, asamblažno slikarstvo, digitalno slikarstvo, postmodernističko slikarstvo, neodadaističko slikarstvo, slikarstvo na oblikovanom platnu, okolišno zidno slikarstvo, grafiti, tradicionalno slikanje figura, slikanje krajolika i slikanje portreta spadaju u nekoliko trajnih i trenutnih smjerova u slikarstvu na početku 21. st.a.

## Povezano
- Povijest umjetnosti
- Povijesno slikarstvo
- Japanizam
- Popis slikara
- Životi najboljih slikara, kipara i arhitekata
- Domorodačka američka umjetnost
- Slikarstvo u Amerikama prije kolonizacije
- Autoportret

## Vanjske poveznice
- Povijest slikarstva  Arhivirana inačica izvorne stranice od 13. ožujka 2007. (Wayback Machine)
- Povijest umjetnosti: Od paleolitskog doba do sadašnje umjetnosti  Arhivirana inačica izvorne stranice od 19. studenoga 2020. (Wayback Machine)
- Robert Hughes iz Arhive
- MNstate.edu  Arhivirana inačica izvorne stranice od 28. svibnja 2010. (Wayback Machine), Kandinsky o duhovnom u umjetnosti, pristupljeno online 28. svibnja 2007.